# Château de Potsdam
Le château de Potsdam (en allemand : Potsdamer Stadtschloss), est un édifice public situé à Potsdam dans le Brandebourg, en Allemagne.
Le palais actuel est une reconstitution du château conçu par l'architecte von Knobelsdorff, détruit en 1945, qui par ses décors intérieurs était l'un des chefs-d’œuvre du Rococo frédéricien. Il abrite le siège du Landtag de Brandebourg.

## Histoire

### Du château fort au palais de la princesse Catherine de Brandebourg
La première mention historique de Potsdam, en 993, fait allusion à un fort slave sur les berges de la Havel. Il était contemporain de la modeste colonie de Poztupimi qu'il était censé défendre. Lorsqu'en 1157 les Ascaniens étendirent leur zone d'influence de Magdebourg et envahirent la Marche de Brandebourg, ils chassèrent les Abodrites de l'endroit et commencèrent à contrôler les routes de migration. La Havel était alors franchissable à gué devant ce fort, ce qui incitait les colons du Havelland à gagner Teltow en franchissant le fleuve à cet endroit ; on y établit d'abord une passerelle en bois, qui devint ensuite le premier pont de Potsdam. Dans un premier temps, le fort fut reconstruit à l'égal des autres châteaux des Ascaniens, pour devenir au fil des siècles suivants un  massif château fort. L'hypothèque régulière du domaine de Potsdam entraîna ensuite peu à peu sa ruine, malgré son utilisation régulière comme pavillon de chasse. Ce n'est qu'en 1598, lorsque le prince-électeur Joachim-Frédéric offrit le domaine à sa femme Catherine, que fut décidée la reconstruction de la forteresse en palais permanent, mais la mort prématurée de la margravine mit un terme à ces travaux ; et comme le successeur de Catherine, la princesse Éléonore, mourut elle aussi prématurément, le château tomba pour un demi-siècle dans l'oubli. En 1606, le prince-électeur se retira définitivement à Joachimsthal, au nord de Berlin. Le château fut loué au junker Wolf Dietrich von Hacke, qui en fit une étable et des hangars
.

### Sous le règne du Grand Électeur
La Guerre de Trente Ans avait contribué encore un peu plus au délabrement du l'ancien palais. C'est pourquoi l’électeur Frédéric-Guillaume (dit le « Grand Électeur ») fit plusieurs offres de rachat du domaine de Potsdam et de son château. Il y était poussé non seulement par sa passion pour la chasse, mais aussi par sa rencontre avec le gouverneur de Clèves, Jean-Maurice de Nassau-Siegen, qui lui avait fait découvrir le charme des jardins du Schwanenburg, qui avaient fait de la ville de Clèves une cité princière. Frédéric-Guillaume, fasciné par ce qu'il avait vu à Clèves, se fit envoyer les plans des jardins. Son commerce avec le gouverneur continua d'alimenter son intérêt pour les jardins et l'architecture, tant et si bien qu'en 1660 il se lança à son tour dans l'aménagement de jardins princiers.
La reconstruction du château dans le style baroque, sur l'exemple des châteaux néerlandais comme le château de Bensberg dessiné par Johann Gregor Memhardt, ou le château de Honselaarsdijk et son clocheton, s'étala de 1662 à 1674. Le margrave, qui voulait déménager la cour à Potsdam, dut agrandir considérablement l'édifice, ce qui entraîna la démolition de plusieurs maisons dont les propriétaires ne furent dédommagés que bien des années plus tard. L'édifice rectangulaire à cour intérieure et son corps de logis sur trois étages était dominé par un avant-corps central, dont la grand-salle avait la hauteur de deux étages, et deux pavillons d'aile. La cour d'honneur, entre le corps de logis et les grandes portes du château, était rythmée par les pavillons d'aile à deux étages et par deux pavillons d'angle. Le château était séparé de la ville par un fossé et les grands jardins, ainsi que par un mur d'enceinte peu élevé.

### Le palais royal des Hohenzollern
L'électeur Frédéric III monta sur le trône de Brandebourg en 1688. Son auto-couronnement à Kœnigsberg en tant que roi « Frédéric Ier en Prusse », en 1701, entraîna de nouveaux travaux pour le château de Potsdam : on le dota d'un nouveau porche, conçu par Jean de Bodt, couronné par l'effigie de la déesse romaine de la chance, Fortuna. Avant même le couronnement de son prince, l'architecte Andreas Schlüter avait réaménagé la grande salle de l'entrée en salle du trône. Le château accueillit désormais des fêtes magnifiques, de grands bals, et au mois de juillet 1709 il fut le théâtre du Congrès des Trois Rois (1709), à savoir les souverains de Saxe, de Danemark et de Prusse.
En 1713, Frédéric-Guillaume Ier devint le nouveau monarque de Prusse. Il entreprit un programme d'assainissement budgétaire, vendant ou louant 18 de ses 24 châteaux, ne conservant pour son usage que les châteaux de Berlin et de Potsdam. De ce dernier, il fit son propre palais, non sans avoir mis aux enchères une partie de son mobilier considérable. Par la suite, il se détourna du château pour se consacrer à l'urbanisme de Potsdam, dont il fit son palais et une ville de garnison. Alors qu'il dessinait de nouveaux quartiers et ordonnait la construction de la chapelle de la garnison (Garnisonkirche) et de l’Église du Saint-Esprit, il limitait les travaux dans le château aux réparations strictement nécessaires : le roi ne voyait dans le château que la résidence de sa famille ; il refusait d'en faire un emblème de son pouvoir.

### Les agrandissements sous le règne deFrédéricII
En 1740, Frédéric II montait sur le trône de Prusse. Durant les premières années de son règne il résida dans une aile du Château de Charlottenbourg que son architecte favori, Georg Wenzeslaus von Knobelsdorff, avait reconstruite. En 1743, il décida de faire du château de Potsdam un de ses palais. Puis vers 1744, Frédéric décida de faire du palais d'été de Sanssouci, à Potsdam, sa résidence permanente. Une fois effectués les travaux de ravalement de la façade, il trouva le château peu harmonieux : il n'en fit plus que le palais d'hiver, et engagea Knobelsdorff à revoir entièrement l'ensemble. Les travaux commencèrent en 1744 avec la construction de l'escalier d'honneur de la cour intérieure, l'ajout d'un étage au pavillon de l'aile, la construction d'un théâtre à deux niveaux dans l'aile orientale et l'aménagement de chambres d'invités à la place de la chapelle dans l'aile ouest ; ils furent suivis du remaniement des jardins du Lustgarten et l'édification d'une colonnade dans le style Renaissance, la Ringerkolonnade, et enfin par la reconstruction de la façade. Ces travaux sont concomitants de la Deuxième guerre de Silésie. Frédéric II, victorieux, entreprit de mettre en application ses propres conceptions architecturales dans ses châteaux. Knobelsdorff, dûment chapitré sur ce sujet par le monarque, acheva les travaux en 1751. Comme le château de Berlin et plus tard le Neues Palais, les étrangers pouvaient, en l'absence du monarque, venir visiter le château de Potsdam guidés par un chambellan.
Le successeur de Frédéric depuis 1786, Frédéric-Guillaume II, ne put se satisfaire de ce château. Très vite, il laissa à ses fils Frédéric-Guillaume et Louis-Charles ses appartements dans l'angle nord-ouest du château et emménagea lui-même dans le palais de marbre, dessiné selon ses goûts, au cœur du Nouveau Jardin. Même après son mariage avec la princesse Louise de Mecklembourg-Strelitz, le prince-héritier conserva le château, qu'il agrandit de nombreuses annexes une fois devenu roi en 1799 sous le nom de Frédéric-Guillaume III. Jusqu'à la mort de Louise en 1810, le couple royal résida désormais dans ce décor de cloisons pastel, rythmées de petites niches où l'on avait arrangé autant de poêles.
Son fils et successeur Frédéric-Guillaume IV passa lui aussi tout son règne, de 1840 à 1861, dans le château. Ses projets d'aménagement, qui concernaient surtout la façade sur les Lustgarten (de), ne furent jamais exécutés par suite de sa mort prématurée. Ses successeurs n'usèrent plus de ce palais que pour les réceptions diplomatiques : le palais d'été de Guillaume Ier était le château de Babelsberg et Guillaume II résidait dans le Neuer Palais. Le Stadtschloss fut finalement ouvert au public vers 1900, moyennant un tarif d'entrée pour les visiteurs de 10 pfennig. Par respect pour Frédéric II et la reine Louise, plusieurs pièces et salles d'apparat furent conservés avec leur mobilier du XVIIIe siècle.

### De la chute de la monarchie à la destruction du château
Avec l'abdication de Guillaume II et la disparition de la cour, le palais avait perdu sa vocation originale. Nationalisé, il hébergea d'abord les services de l'Agence pour l'Emploi, les services municipaux de Potsdam et accueillit les réunions du Conseil municipal ; puis certaines pièces furent ouvertes aux artistes, biographes princiers ainsi qu'à l'association des Beaux-Arts de Potsdam. Malgré les réparations entreprises dans les appartements de la reine Louise en 1932 et l'ouverture du musée militaire en 1922 dans les écuries royales, le Stadtschloss recevait à l'époque bien moins de visiteurs que le château de Sanssouci.

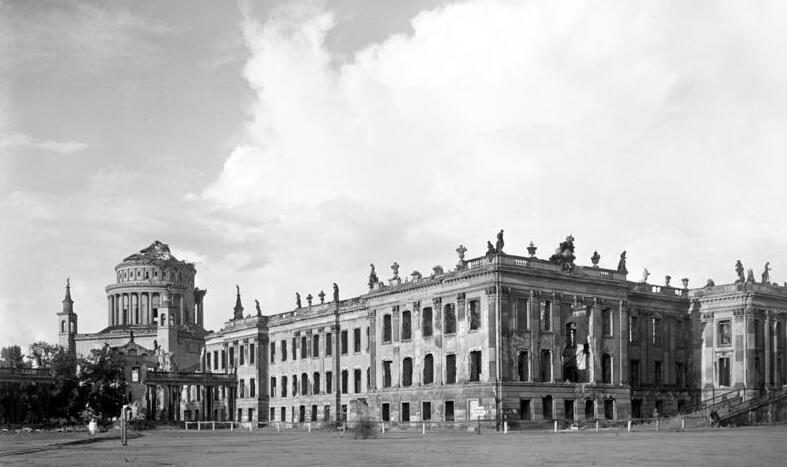
Le château en ruines en 1945 ; à l'arrière-plan, l'église Saint-Nicolas.

À quelques jours de la capitulation allemande, le  14 avril 1945, le bombardement de Potsdam détruisit le centre-ville. Le Stadtschloss, ses alentours et jusqu'au mur d'enceinte disparurent sous les bombes. Une part considérable du luxueux mobilier du château avait déjà été mise à l'abri, mais dans l'incendie, l'ornementation intérieure de la salle de marbre et des grands escaliers pulvérisée sous la chaleur, était irréparable. Au contraire, l'architecture extérieure du château, y compris les sculptures, à l'exception de l'aile ouest éventrée, était presque intacte. D'après l'Inspection des Monuments Historiques de Potsdam, 83 % des murs conservaient toute leur solidité.
Après des années de débats enflammés opposant les attachés culturels, architectes, urbanistes et conservateurs du patrimoine à la direction du district du Parti unique, le SED, le bureau politique du SED décida en mai 1959 le déblaiement des ruines, afin d'édifier à cet emplacement une place Karl-Liebknecht. De janvier à avril 1960, une vague de protestation inattendue des habitants se déchaîna contre le dynamitage systématique du château et le ravalement des ruines, relayée par des architectes, des attachés culturels et des artistes de l'Est et de l'Ouest. Les déblais furent massivement réemployés pour niveler les Lustgarten voisins. Pour faire définitivement oublier le palais des rois de Prusse, une fois les vestiges rasés, on établit à cet emplacement la bretelle d'un boulevard à plusieurs voies. La fragmentation urbaine qui résulta de cette initiative fit perdre à la place de l'Alter Markt, située au Nord-est de l'ancien château, l'essentiel de son rôle de centre-ville. Le seul bâtiment de ce secteur ayant été épargné par les bombardements et les grands travaux est l’ancienne écurie.
Une partie de la colonnade Renaissance qui reliait à l'origine les écuries à l'aile ouest du château, ainsi que le pignon de l'avant-corps du château qui donnait sur l’Alter Markt, ont été démontés et reconstruits non loin des berges de la Havel. Les figurines de l'attique préservées furent réemployées pour orner les corniches du premier corps de logis de l'Université Humboldt de Berlin et l'ancien Hôtel de Ville reconstruit. Quant aux meubles et aux décors intérieurs, ils furent exposés au château de Charlottenbourg et dans le Neuer Palais.

Encore à la fin des années 1980, l'un des derniers aménagements de prestiges programmés par la RDA, un grand théâtre, fut mis en chantier sur les terrains de l'ancien château des rois de Prusse. Mais avec la Perestroïka en 1989-90, les voix opposées à ce projet se firent entendre avec davantage de force : on objecta d'abord que la masse de ce nouvel édifice masquerait la  silhouette de l’Église Saint-Nicolas. Mais la raison pour laquelle on décida finalement en 1991 de démonter l'ossature à peine montée du futur théâtre, l'un des ultimes projets du régime de la SED, a été le rejet populaire et politique de cet aménagement, et le désir de préserver la possibilité d'une reconstruction in situ des bâtiments disparus sous les bombes.

Images du château avant 1945.
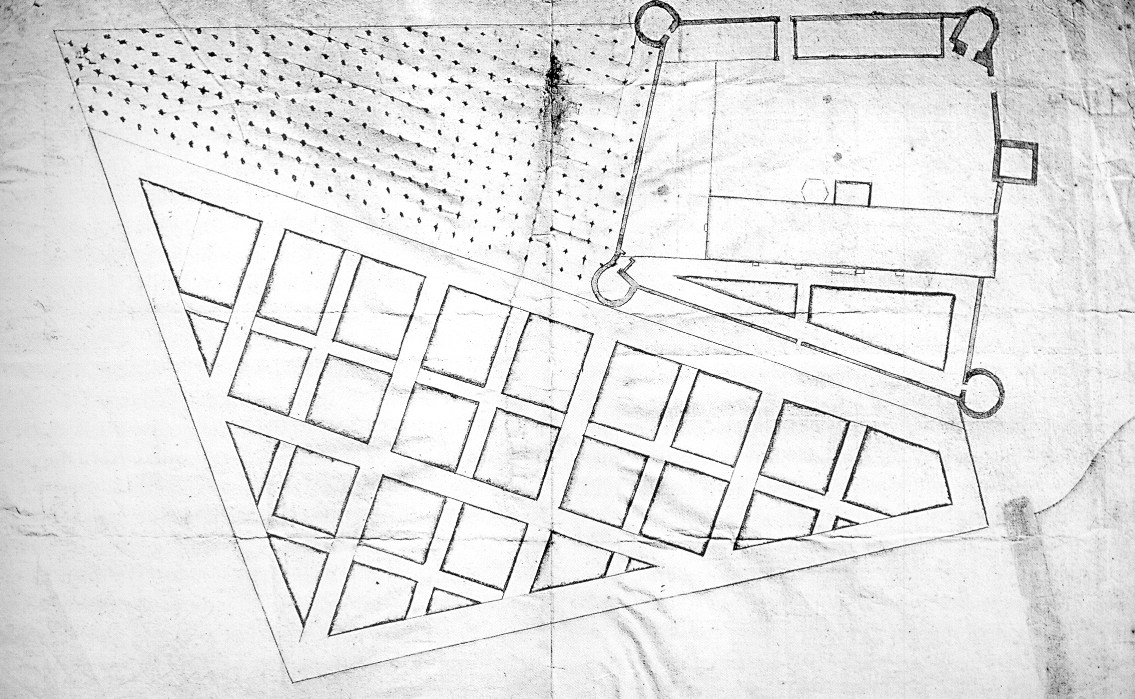
Plan du château de la princesse Catherine.
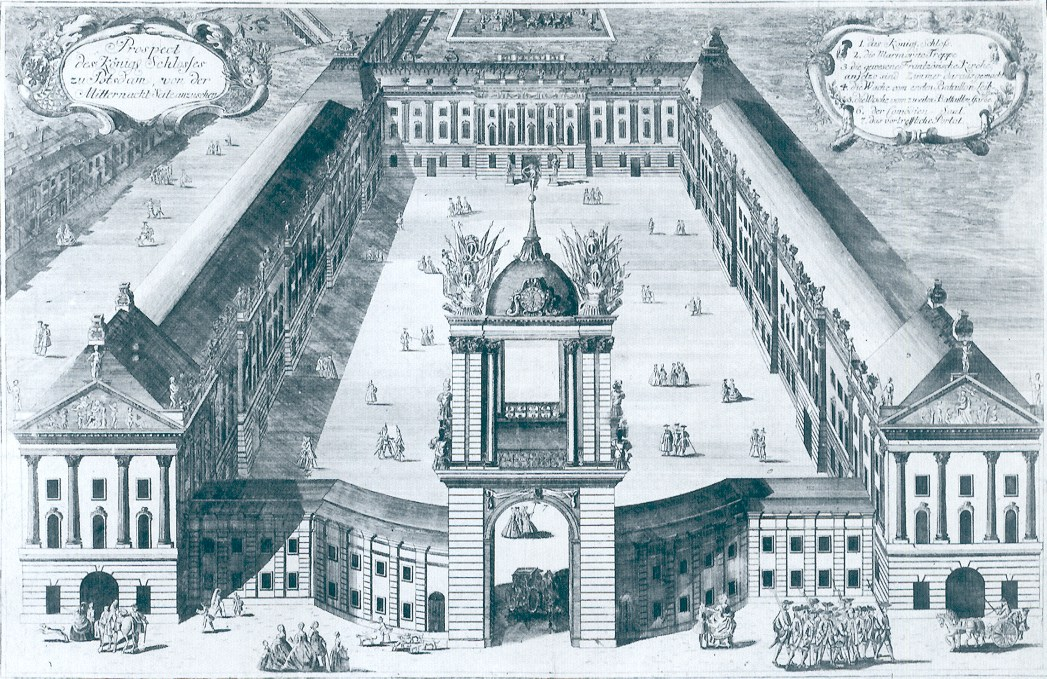
Vu d'ensemble du château de Potsdam vers 1750.
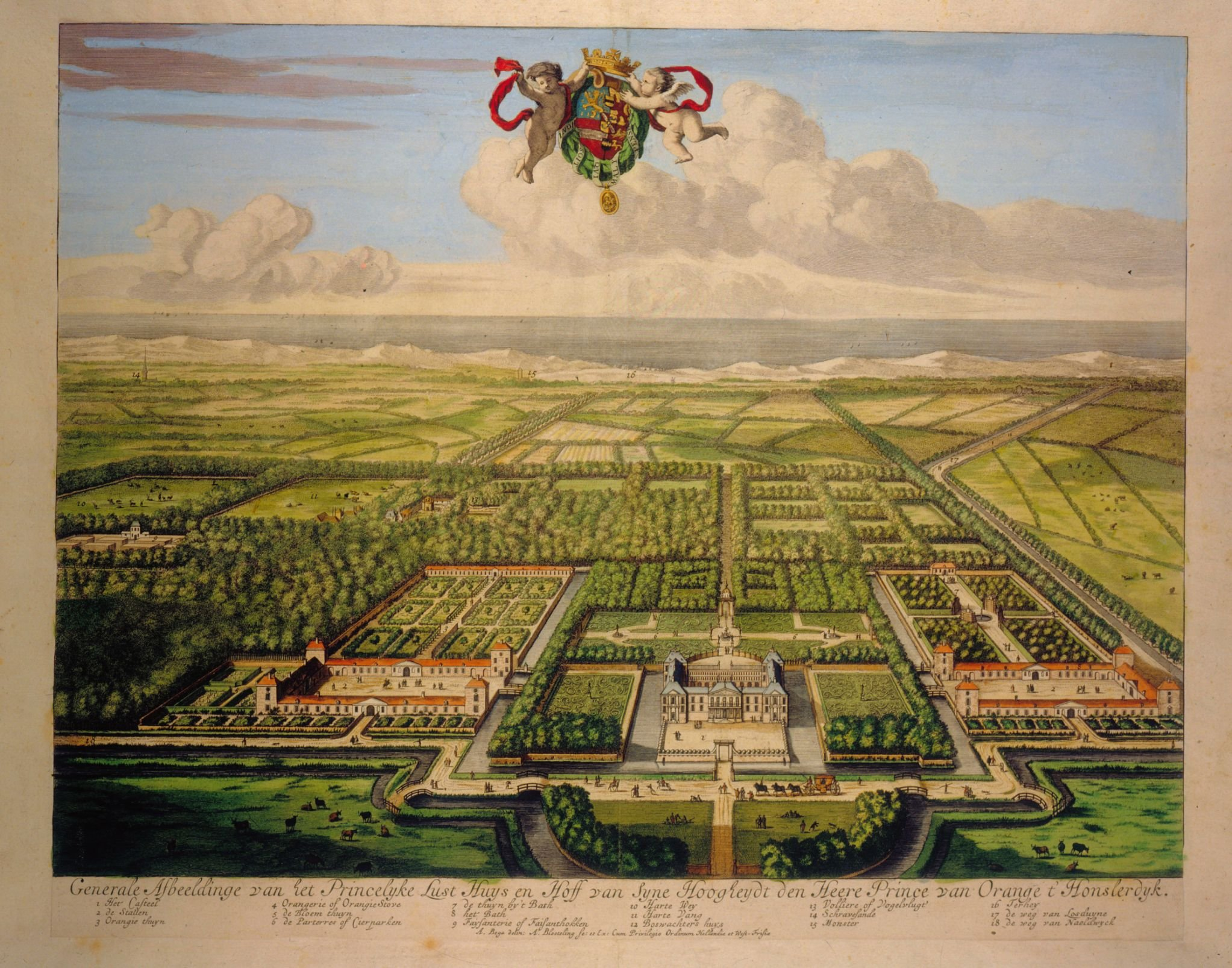
Le palais Honselaarsdijk, aux Pays-Bas, fut le modèle du palais de Potsdam.
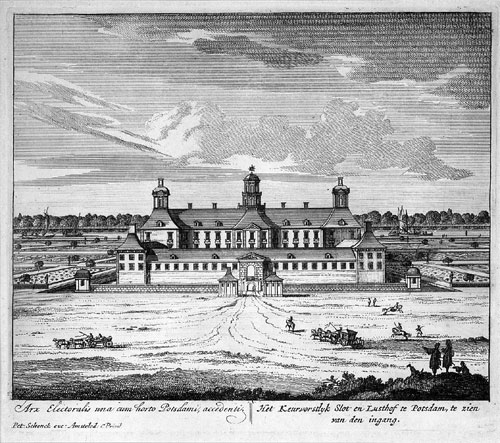
La reconstruction du château, entre 1662 et 1669.
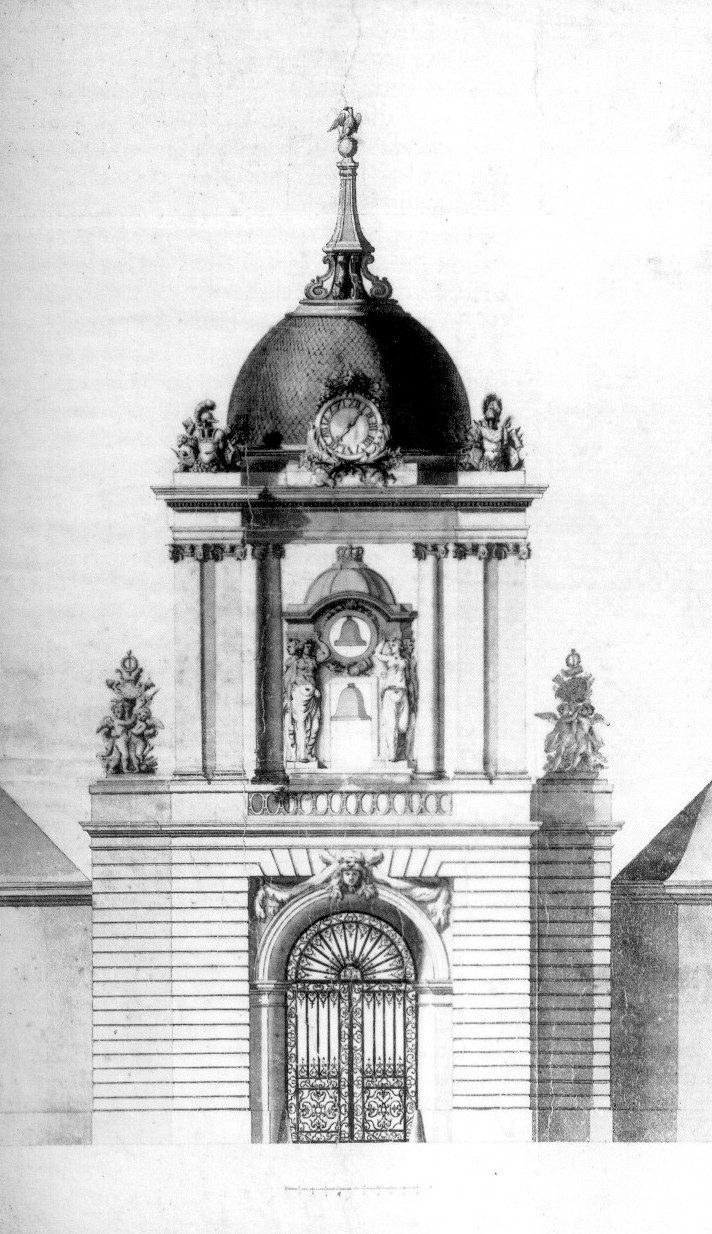
Le portail de Fortuna, construit en 1700.
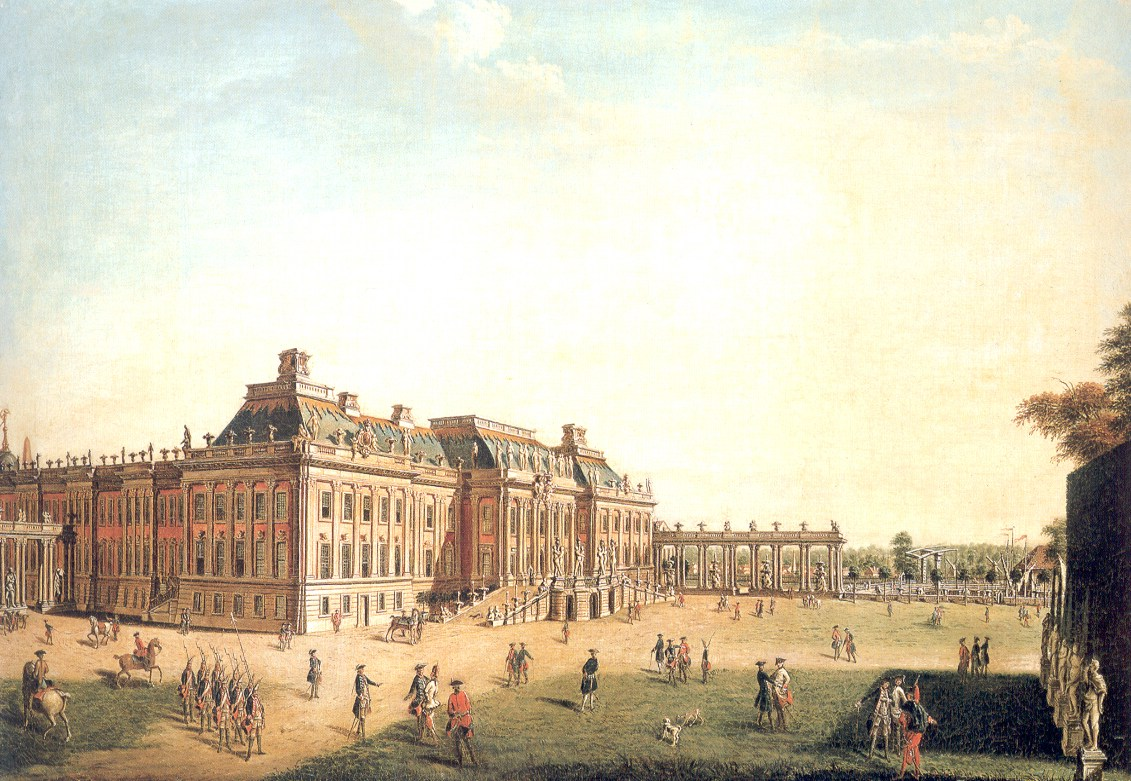
La façade en 1773.
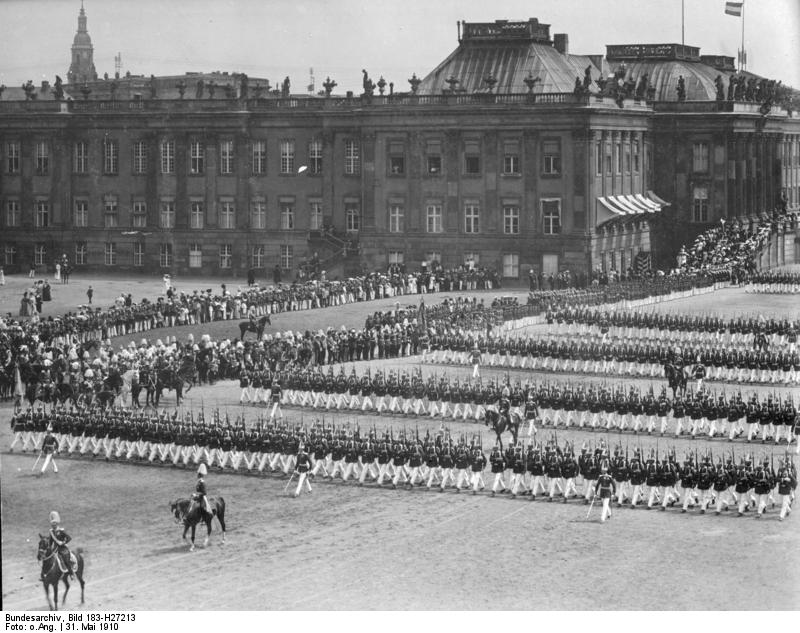
Revue militaire du Nouvel An de l'empereur Guillaume II, devant le palais de Potsdam, le 31 mai 1910.
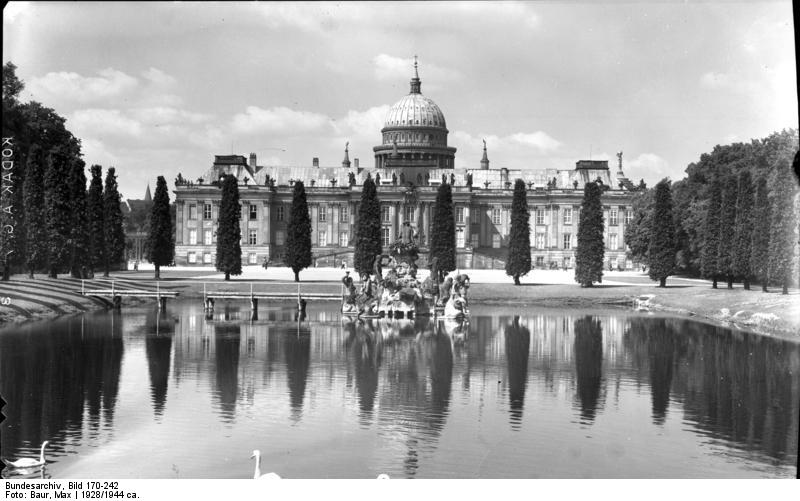
Photographie de 1928.
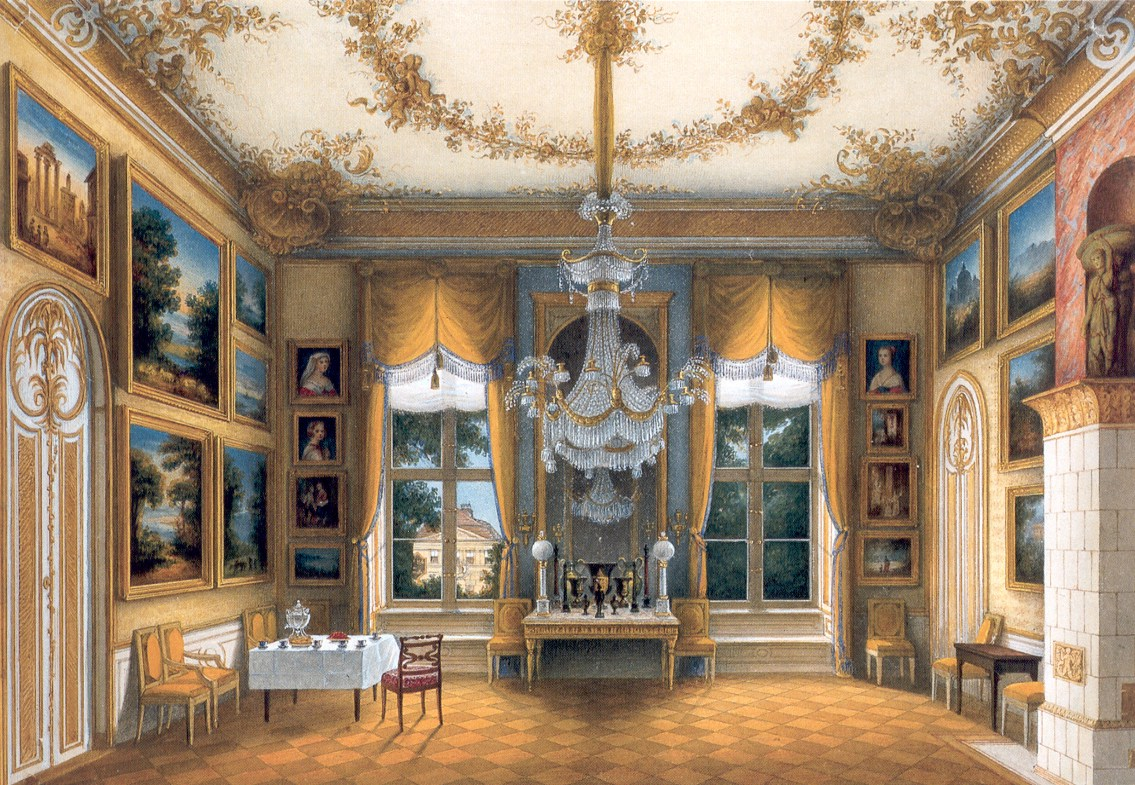
Le Salon Beige, appartement de la reine Louise, reconstruit en 1932, fut entièrement détruit en 1945.
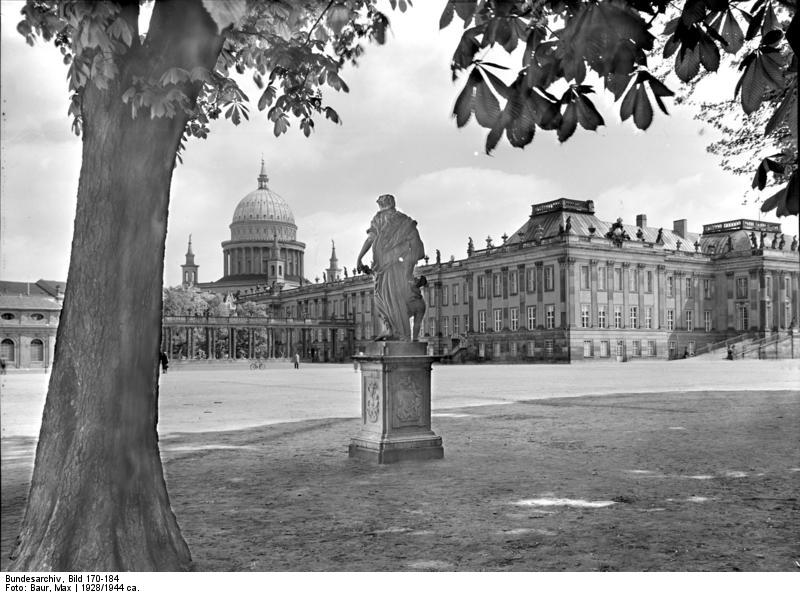
Le château encore intact avec sa colonnade circulaire ; à l'arrière-plan, l'église Saint-Nicolas.

## Reconstruction

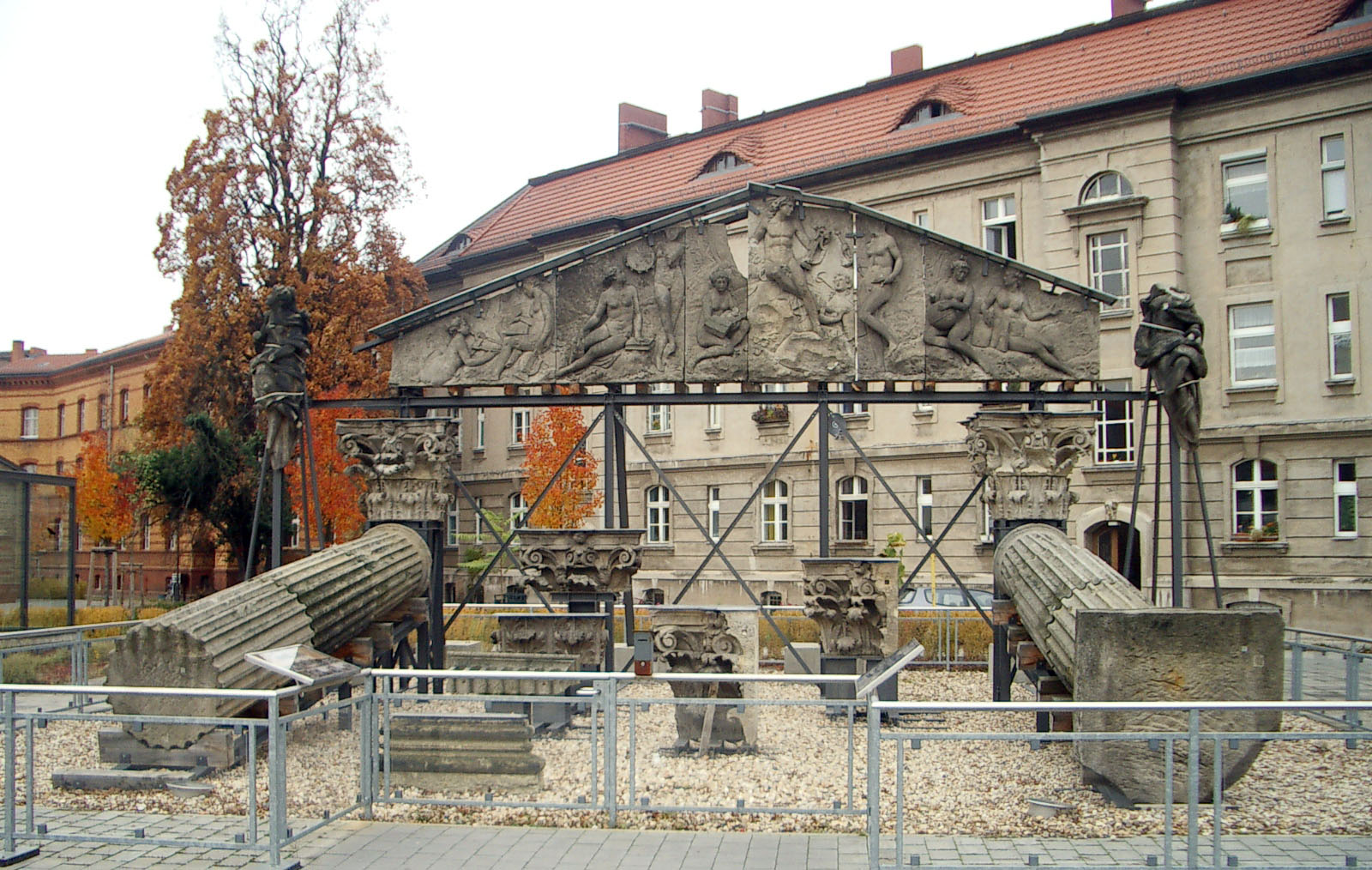
Gabarit de la façade originale du château (2008).

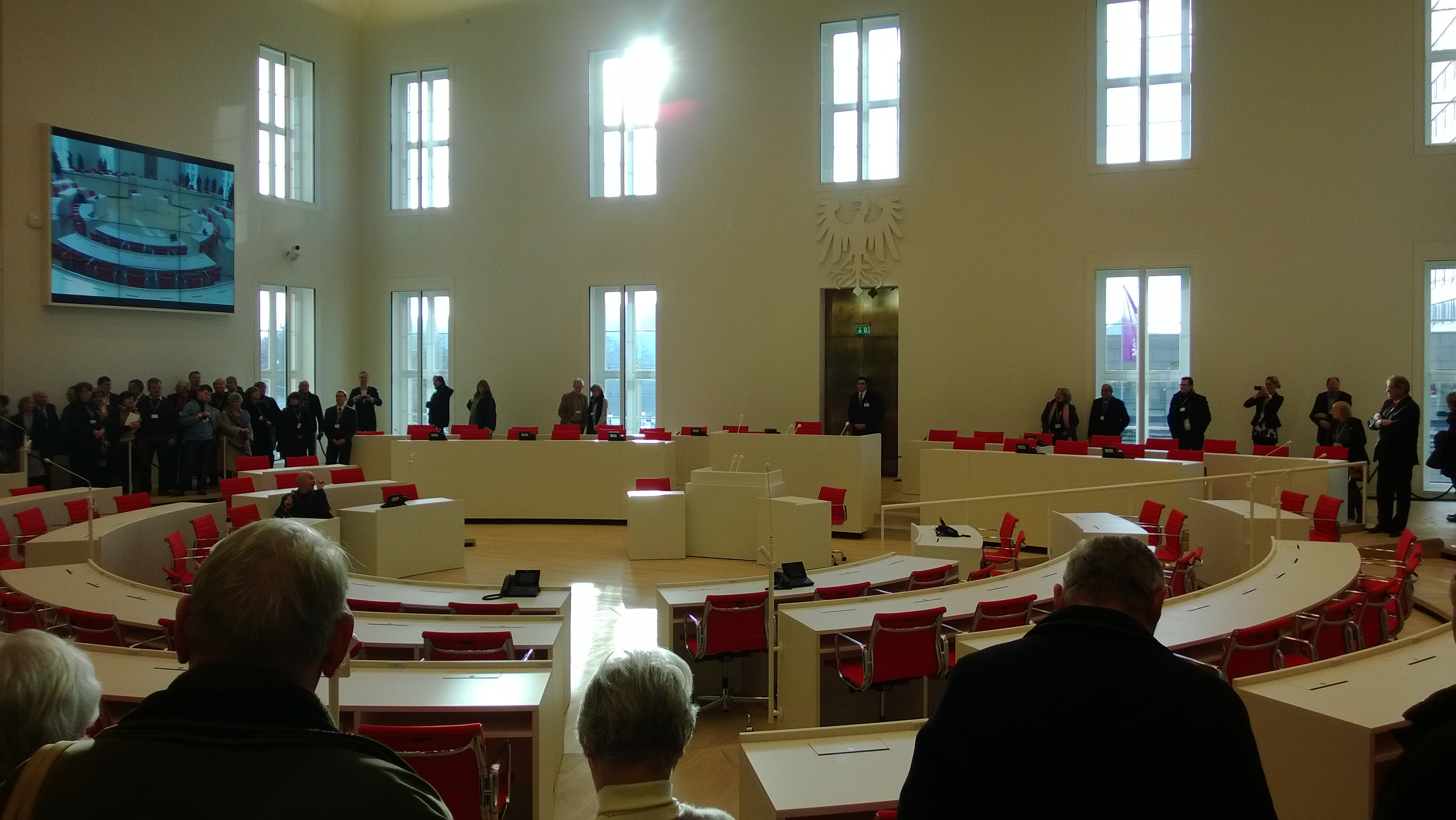
Nouvelle salle plénière du Landtag de Brandebourg.

### Motifs

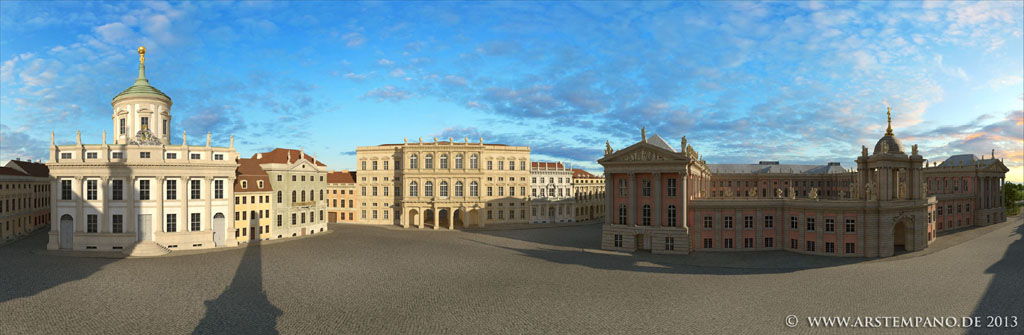
Reconstitution 3D de l’Alter Markt avec le château, le palais Barberini et le vieil hôtel de ville (Andreas Hummel, 2013).

Le démontage de l'ossature du théâtre, en 1991, avait laissé les terrains du Stadtschloss en friche, et les débats reprirent d'emblée à propos de la reconstruction du centre-ville de Potsdam. L'expérience amère de la RDA donna une majorité aux partisans de la reconstruction du château, qui voyaient dans ce projet le meilleur moyen de réaménager l'énorme espace s'étendant entre la place du Vieux-Marché, le pont et les boulevards. Depuis 1997, les vestiges de grès du château (fûts de colonnes et bases de pilastres, pignons à terre), soigneusement mis à l'abri en 1960, faisaient l'objet d'études archéologiques, architecturales et techniques. Ces études montraient que les vestiges, majoritairement issus de la façade tournée vers l'Alter Markt, étaient suffisamment bien conservés pour permettre de reconstituer l'ornementation de l'ensemble de l'édifice. Il restait à trouver au projet une idée directrice, fixer la destination des futurs locaux et enfin mobiliser les fonds de l'entreprise. Il y avait aussi le problème du contournement de la rocade faisant face à l’Hôtel Mercure. Comme cette rocade avait été aménagée sur les terrains de l'ancien château, la première idée fut de la supprimer, plutôt que d'engager des travaux de contournement coûteux. Si jusqu'à la fin des années 1990, la prise de conscience sur l'opportunité de la reconstruction fit son chemin, et les plans se précisèrent, on ne prit cependant aucune mesure concrète en vue de la reconstruction.
L'impulsion décisive vint de l'organisation de la Fête fédérale des Jardins de 2001, qui se tenait à Potsdam, avec les financements de plusieurs mécènes, dont Günther Jauch de Potsdam, qui firent reconstruire le portail de Fortuna (de) selon les plans d'origine : ce portail, terminé en 2002, fut le premier signe visible de l'intérêt de la reconstruction du Stadtschloss.
Plusieurs projets d'utilisation du château commencèrent à être évoqués, à commencer par celui d'y installer le palais du Landtag de Brandebourg. L'idée était à comparer à la solution d'une réhabilitation des locaux d'alors du parlement, sur le Brauhausberg. Il fut d'abord question d'une reconstruction du Parlement sur les berges de la Havel, dans le quartier de Potsdamer Speicherstadt, l'Alter Markt ayant été écarté d'emblée. Parallèlement, la ville de Potsdam venait d'autoriser les fouilles archéologiques des déblais abandonnés là depuis 1960, dans l'espoir que des vestiges intéressants soient mis au jour. Ces fouilles permirent de mieux connaître l'histoire de la ville.

### Adoption du projet et controverses politiques locales
Au cours des années suivantes, la pression des députés du Landtag se fit plus pesante : ils demandaient que l'on statue définitivement entre la réhabilitation du palais du Brauhausberg, et l'installation du parlement régional dans le centre-ville. La décision tomba finalement le 20 mai 2005 : le nouveau parlement devait être reconstruit avant 2011 à l'emplacement du Stadtschloss historique de Potsdam. La ville de Potsdam était chargée de préparer le chantier et de revendre les terrains adjacents au Land de Brandebourg. Le projet architectural était encore imprécis ; la seule donnée concernait l'enveloppe votée pour les travaux, à savoir 80 millions d'euros.
Il apparut au fil des études d'avant-projet que les élus de la région n'éprouvaient que peu d'intérêt pour une reconstitution historique du château (entre autres préservant le plan au sol d'origine et les façades). Quant au conseil municipal de Potsdam, il ne prenait aucune position claire faute d'une majorité stable. Le vote d'approbation du premier zonage tourna à la farce et échoua par deux fois. Même le site retenu initialement pour la reconstruction du Parlement, l’Alter Markt , fut remis en question. Pour sortir de cette impasse, les élus lancèrent au mois de novembre 2006 un référendum auprès des habitants. Il était demandé, parmi trois sites, de choisir celui qui convenait pour la reconstruction du Parlement régional. Les électeurs avaient également la possibilité de nommer d'autres sites, mais cette option ne bouleversa pas le scrutin. Il se dégagea une majorité relative (42,8 % contre 28,5 % pour la proposition classée en no 2, 46,1 % de participation) en faveur du projet de l'Alter Markt. Les conseillers municipaux, confortés dans leur choix, votèrent le nouveau zonage. La décision de la ville était désormais prise : le Stadtschloss, reconstruit dans l'Alter Markt, serait le siège du parlement de Brandebourg. La reconstruction entrait dans une nouvelle phase. Il restait encore à négocier la participation financière et le projet architectural avec la région  Brandebourg.

### Reconstitution de la façade historique
Si le Land de Brandebourg était parvenu à lever jusqu'à 110 millions d'euros pour la reconstruction du Landtag d'après les plans de Peter Kulka, cette somme ne pourrait couvrir la reconstitution de la façade. Une nouvelle pétition des citoyens poussa en faveur du rétablissement de la façade historique du château, en dépit des surcoûts prévisibles. Cette initiative populaire décida un milliardaire de l'informatique, Hasso Plattner, à faire une donation de vingt millions d'euros pour permettre la reconstitution artistique des extérieurs. Il s’agissait en particulier de remettre en place environ 600 fragments des murs d'origine (dont de grandes sculptures), mis à l'abri avant le dynamitage de 1960. La richesse des vestiges conservés a notamment permis une reconstruction pratiquement à l'identique des façades tournées vers l'ancienne Place du Marché, à savoir les ailes est et ouest ainsi que le grand escalier de l'aile sud. Des 76 sculptures originelles de l'attique, 17 statues avaient été conservées, et les morceaux de 18 autres sculptures ont pu être réemployés. Certaines sculptures avaient déjà été remontées sur la façade du grand hall de l'Université Humboldt de Berlin. L'aménagement intérieur répond au contraire aux fonctions modernes d'un local à caractère administratif : le Landtag de Brandebourg, avec les bureaux des 150 députés.
Le premier coup de pioche fut donné le 25 mars 2010, en présence du Ministre-président Matthias Platzeck et du premier bourgmestre Jann Jakobs (de), la pose de la première pierre du „Neue Stadtschloss“ se tint le 16 février 2011 : outre le Ministre-président Matthias Platzeck et le premier bourgmestre, la cérémonie s'est déroulée en présence du plus gros investisseur, le magnat de l'informatique Hasso Plattner, qui au mois de novembre 2011 avait mis sur la table une donation permettant de reconstruire la toiture d'origine en cuivre, au lieu de la toiture de zinc envisagée à l'origine. Le nouveau Parlement a été inauguré le 21 janvier 2014, au terme d'un week-end « portes ouvertes » où 22 000 visiteurs ont parcouru le nouvel édifice

Sur la façade ouest du nouvel édifice, on peut lire l'inscription « Ceci n’est pas un château. », allusion au fameux tableau de René Magritte, La Trahison des images, et rappel que, s'il s'agit toujours d'un palais, c'est cette fois celui d'un parlement.

Images des fouilles et travaux de reconstruction du château.
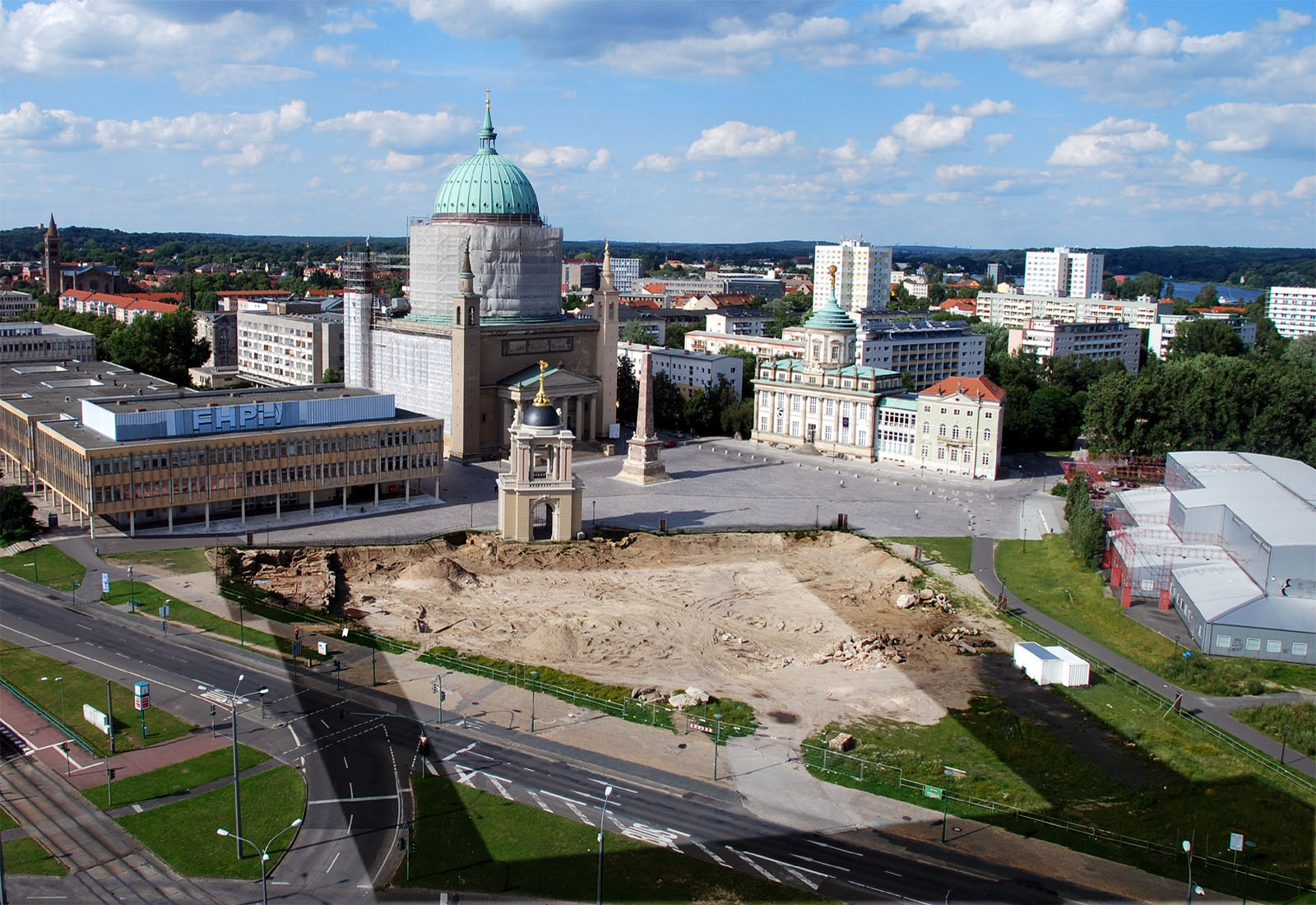
Fouilles archéologiques sur le parvis du futur château.
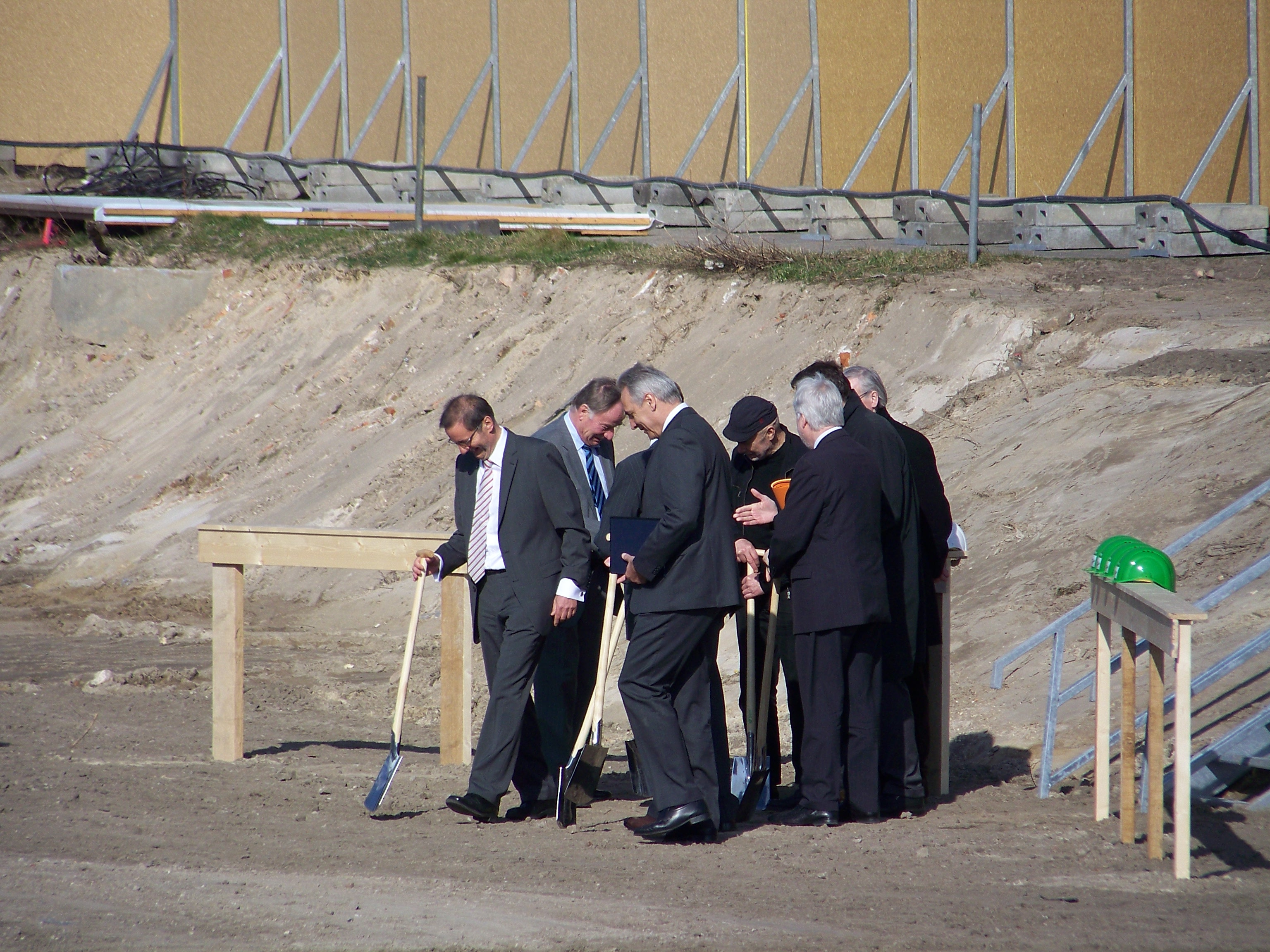
Dernière inspection avant l'entrée en scène des engins de terrassement.
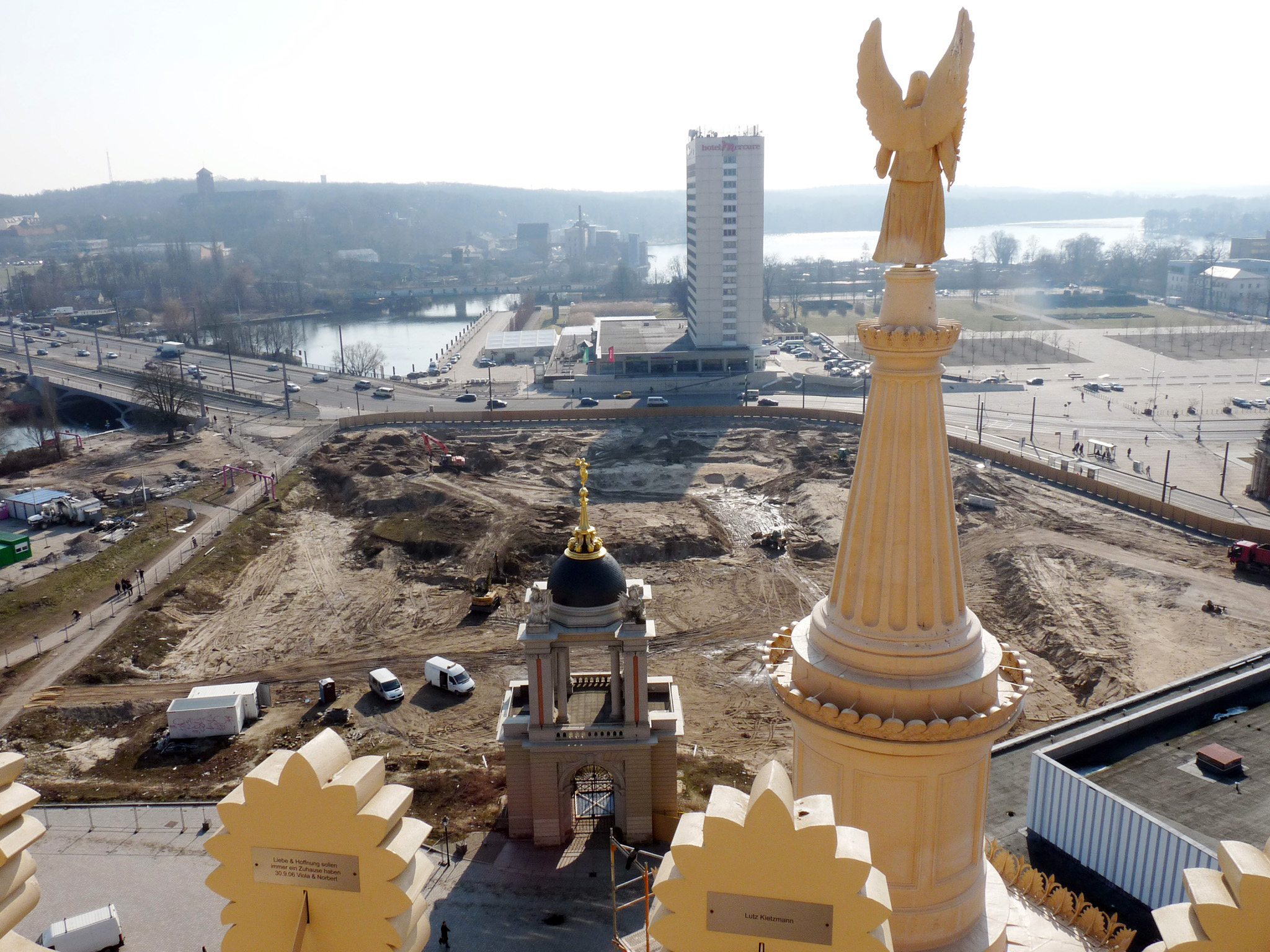
Le chantier en mars 2010.
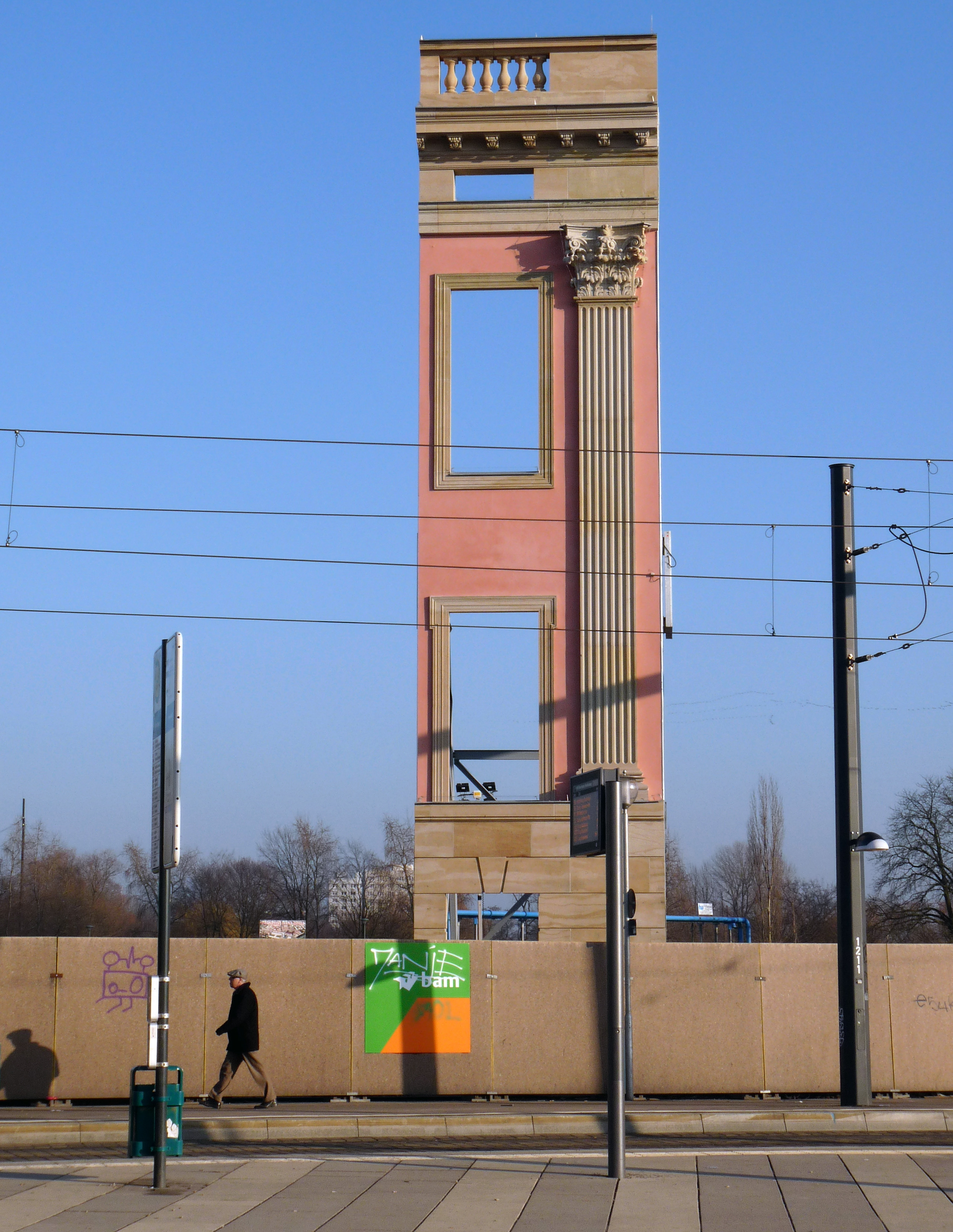
Un pan de la façade reconstruite en janvier 2011.
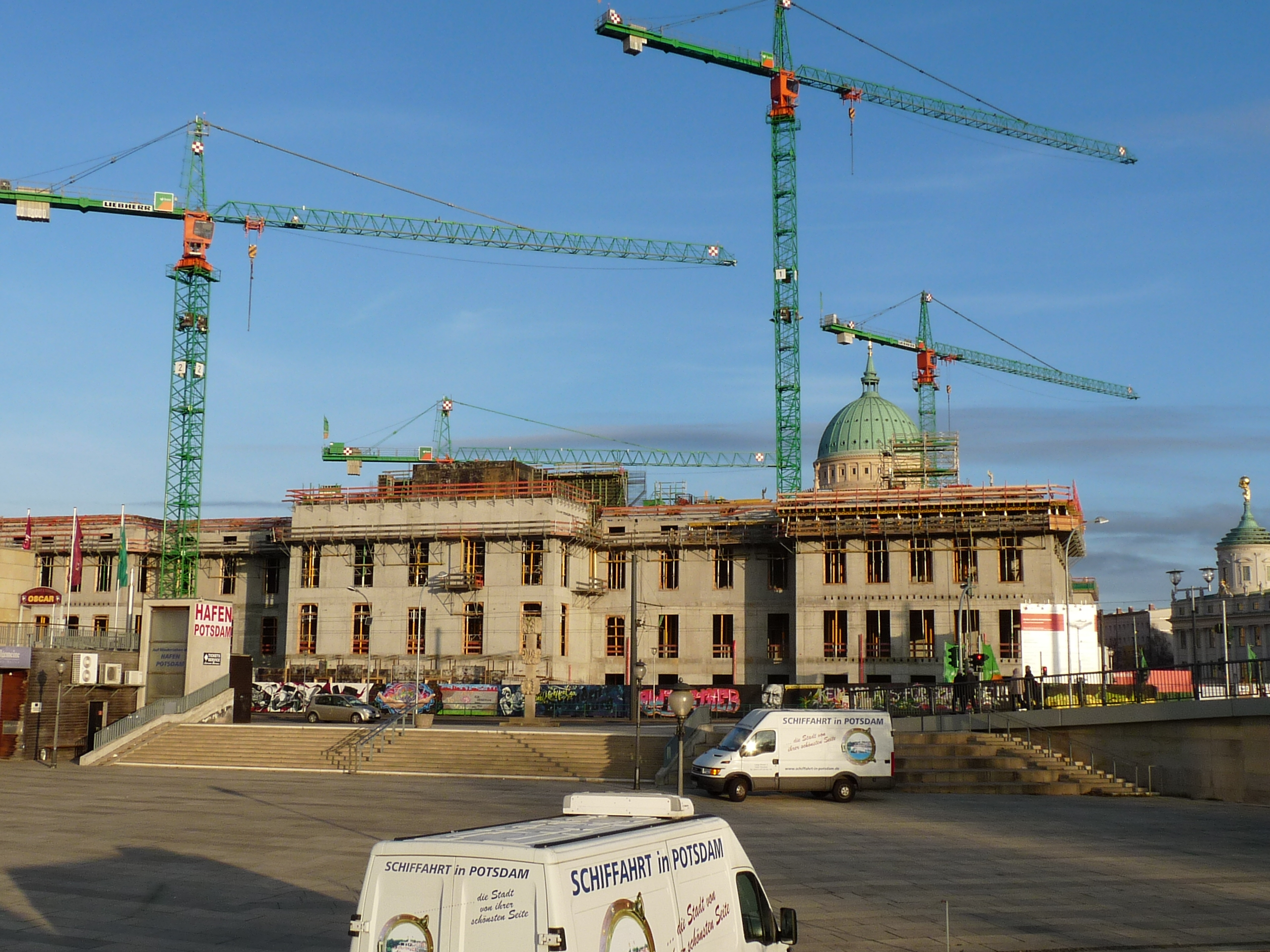
Le chantier en 2011.
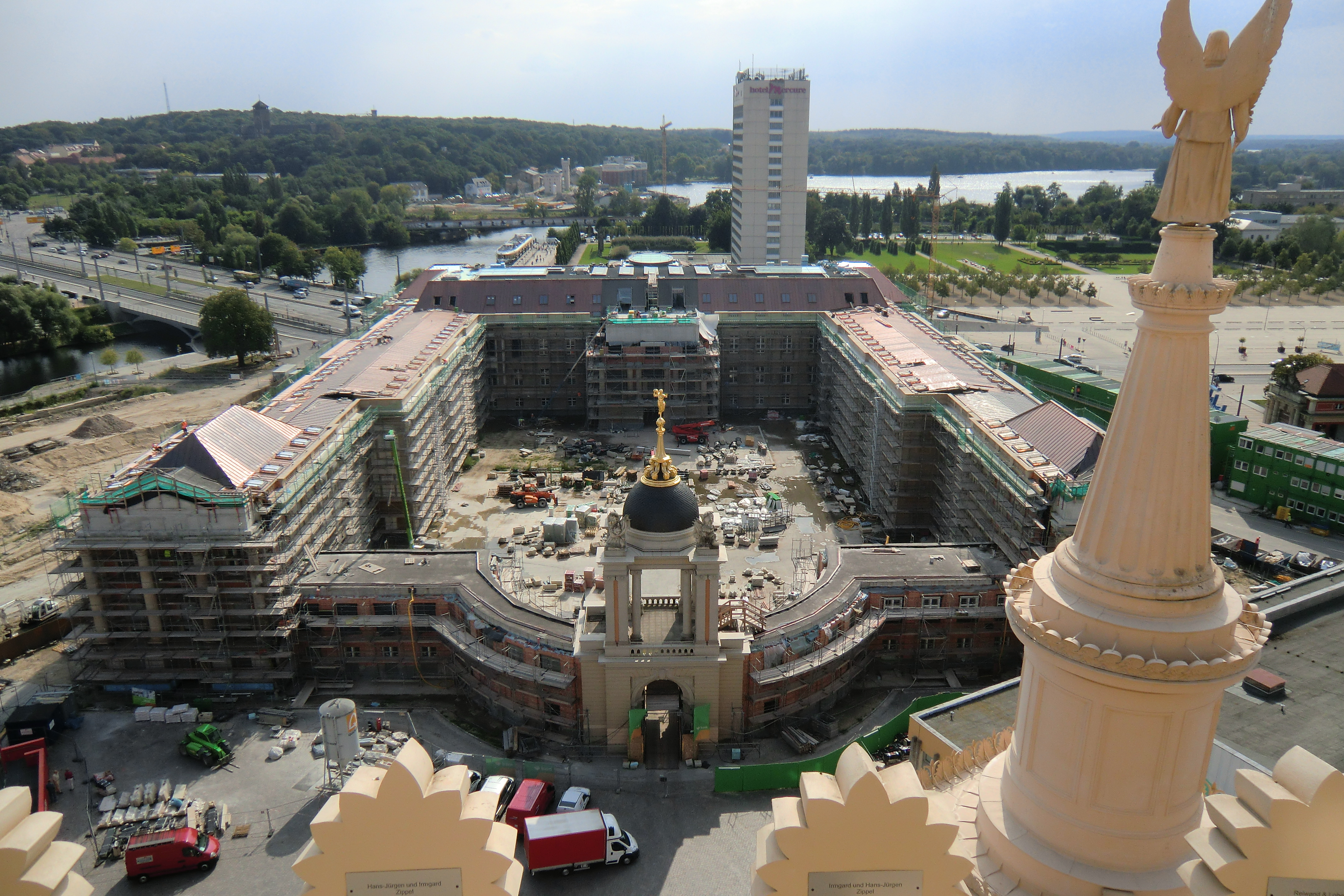
Le chantier en 2012.

## Architecture
Le château, qui s'étendait entre la place de l’Alter Markt et les Lustgarten, était à coup sûr le plus grand édifice de la ville de Potsdam. Sa position, entre le centre-ville, au Nord, et les berges de la Havel au Sud, en faisaient le point focal de la cité, et il permettait de s'orienter facilement dans le tissu urbain. Lorsque l’Électeur Frédéric-Guillaume Ier entreprit, au début du XVIIIe siècle, l'aménagement de nouveaux quartiers selon un plan en étoile, le château gagna encore en centralité : il surgissait au milieu de la ville, comme point de concours des grands boulevards. L'harmonie de l'édifice avec les belles maisons alentour firent de l’Alter Markt l'une des plus belles places d'Europe.

Le rayonnement considérable que le château donna à la ville, surtout après les agrandissements voulus par Frédéric II pour en faire son palais, firent d'autant plus regretter sa destruction.

Images du château après sa reconstruction.
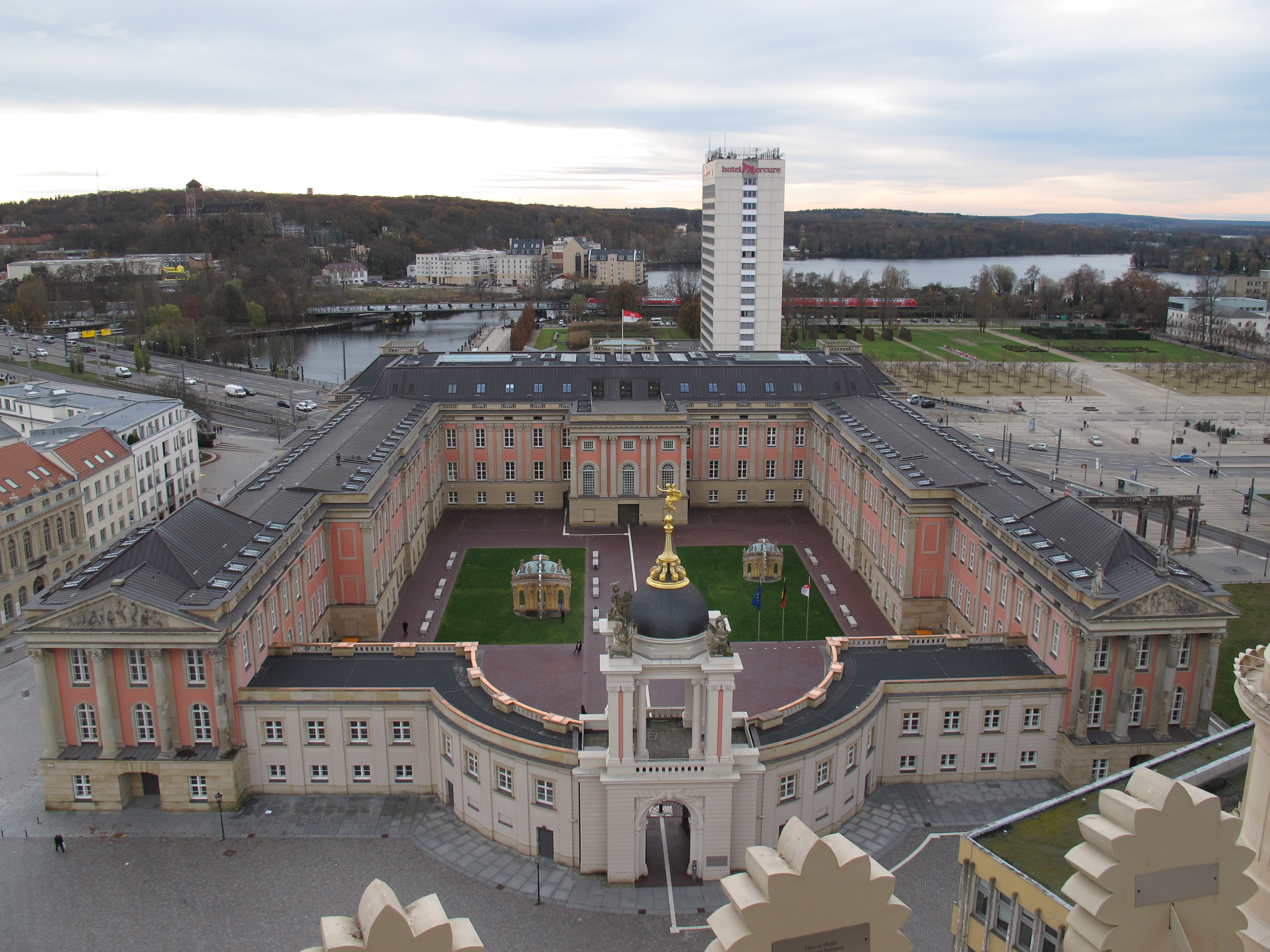
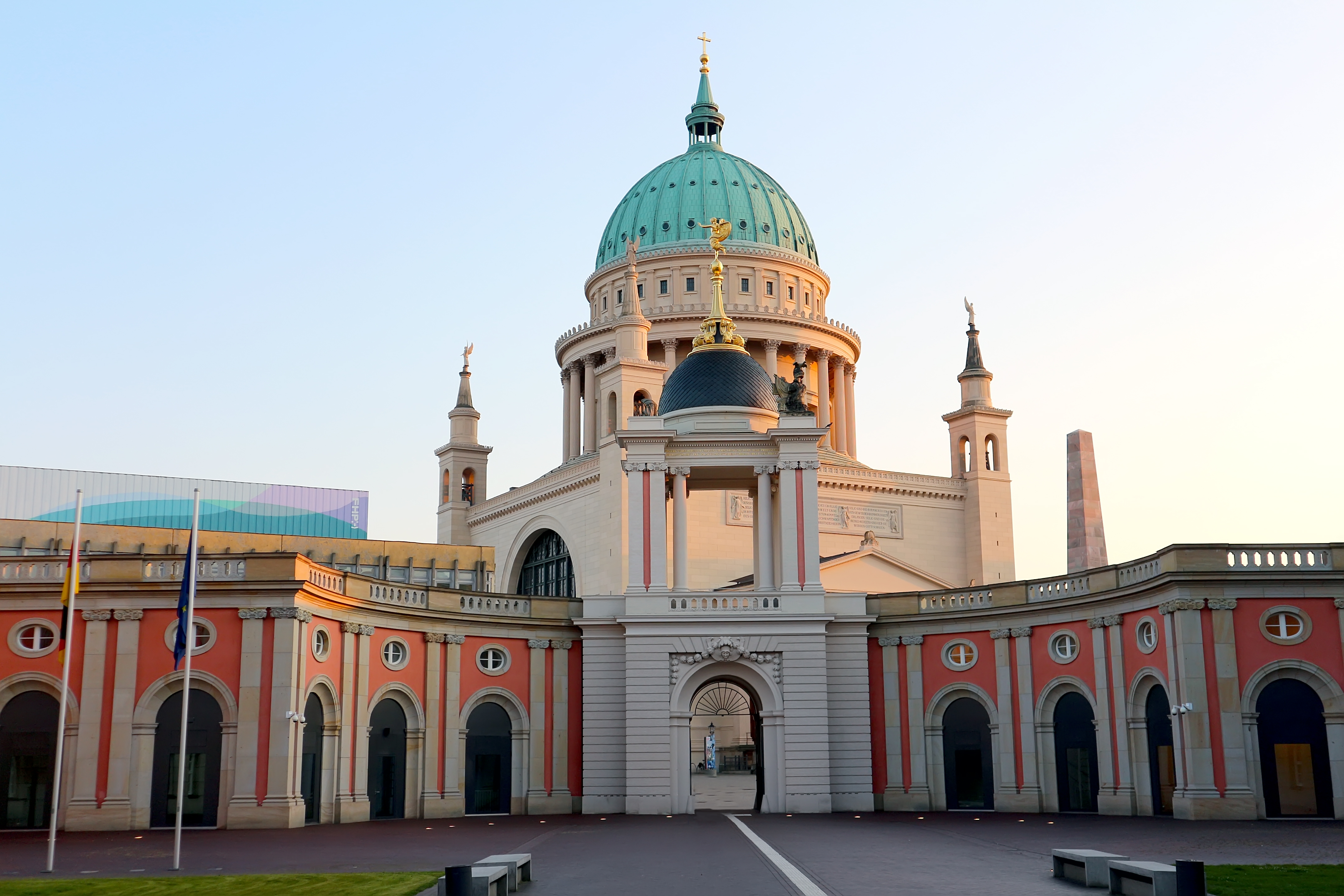
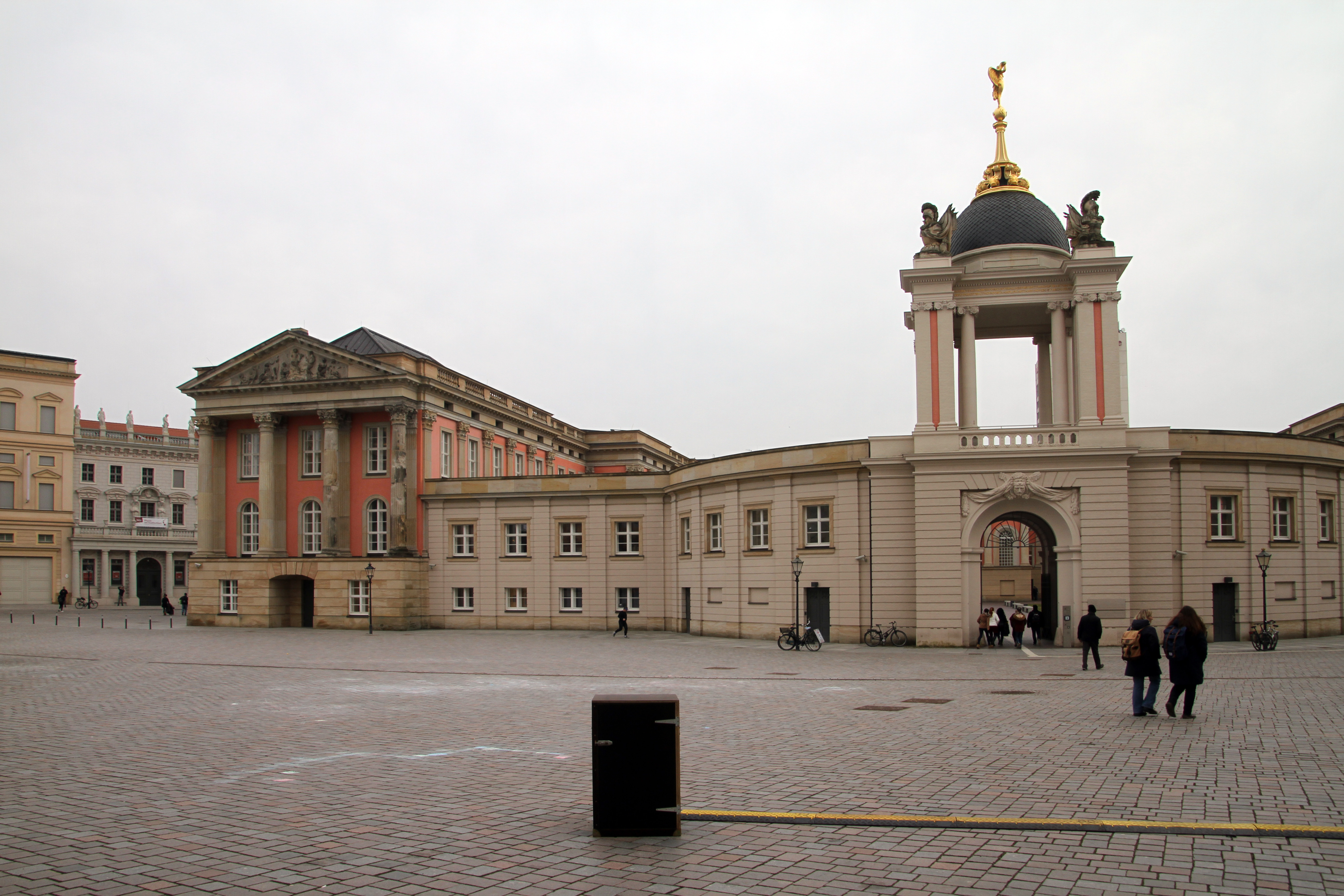
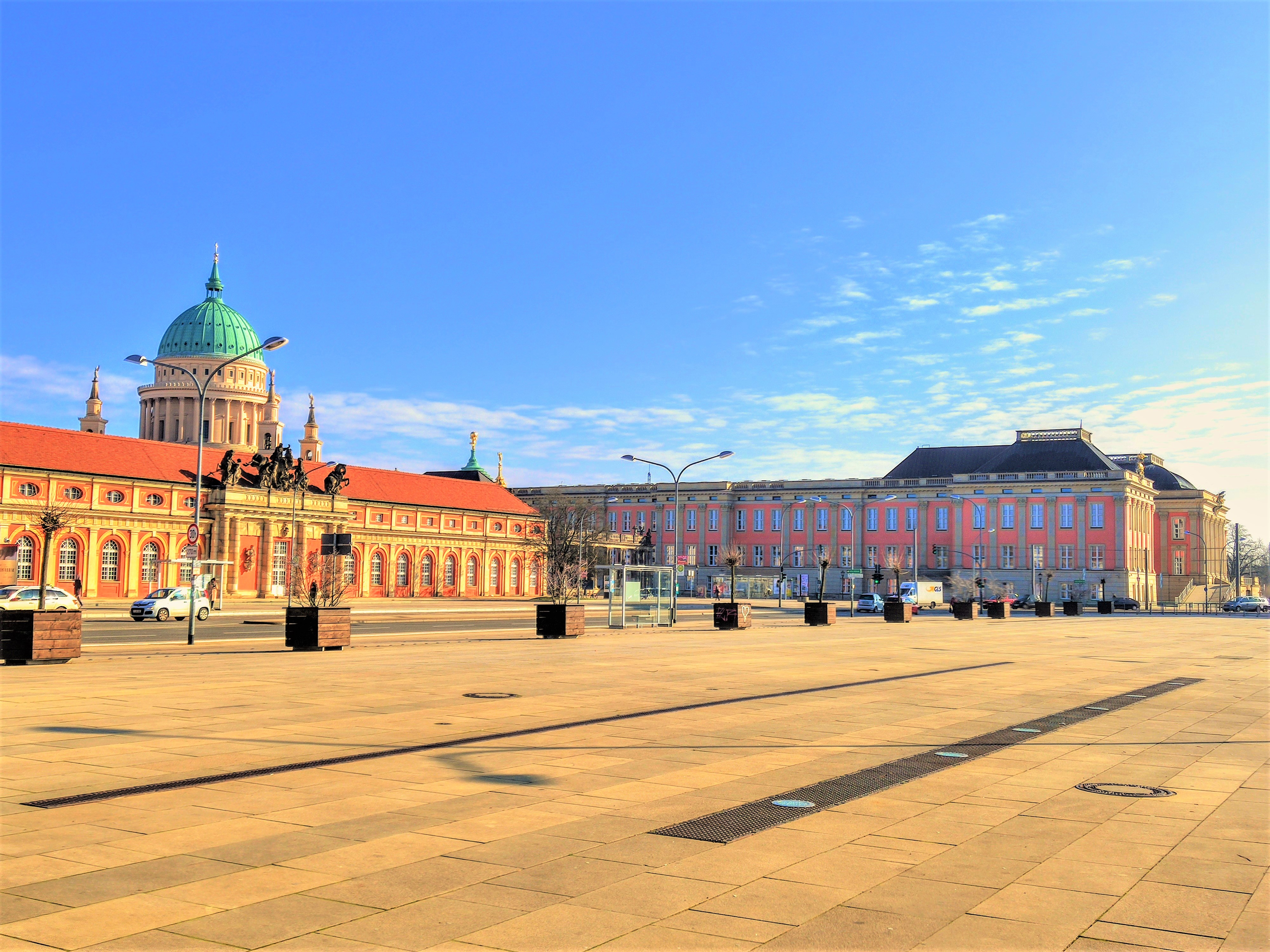
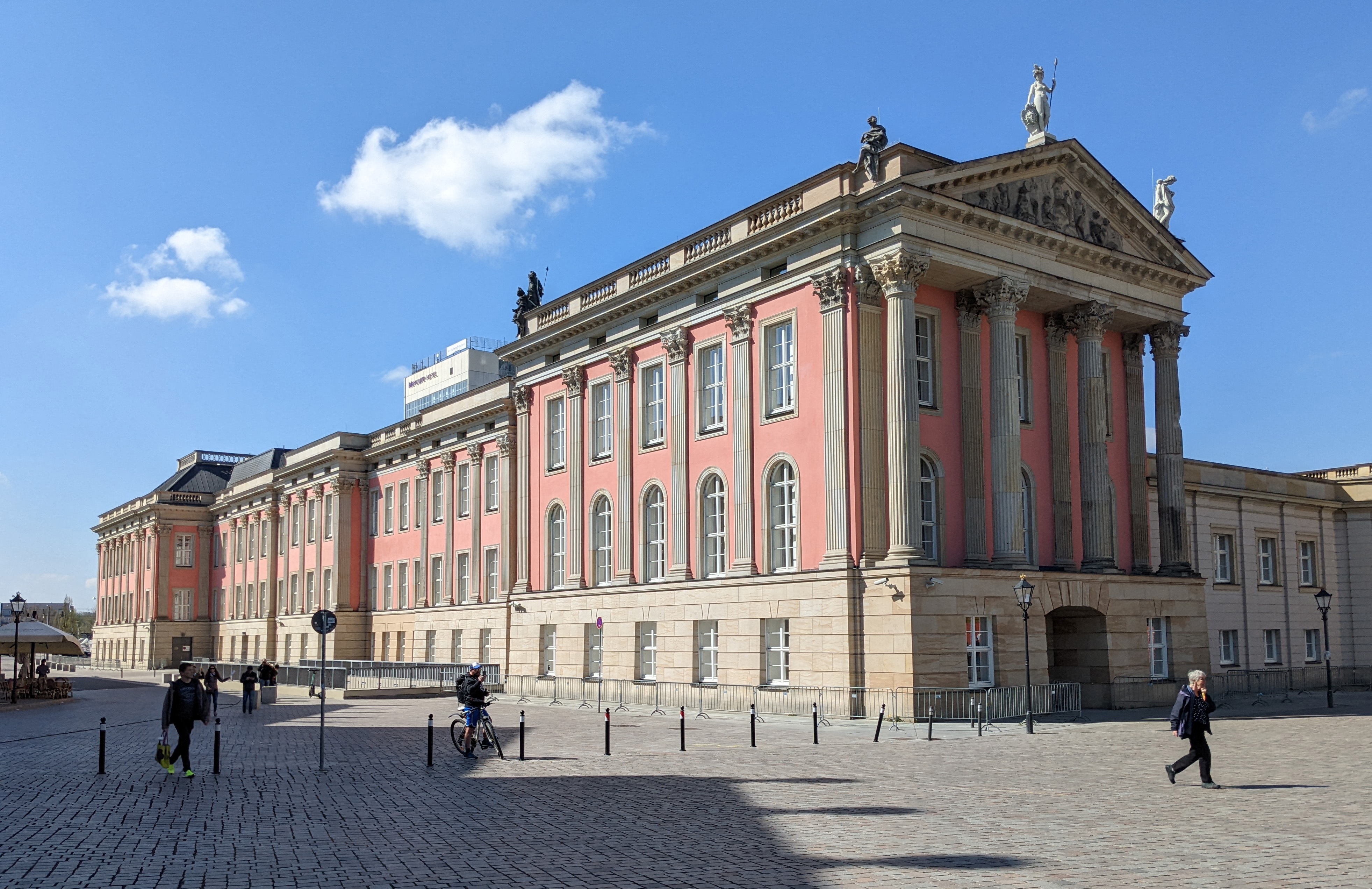
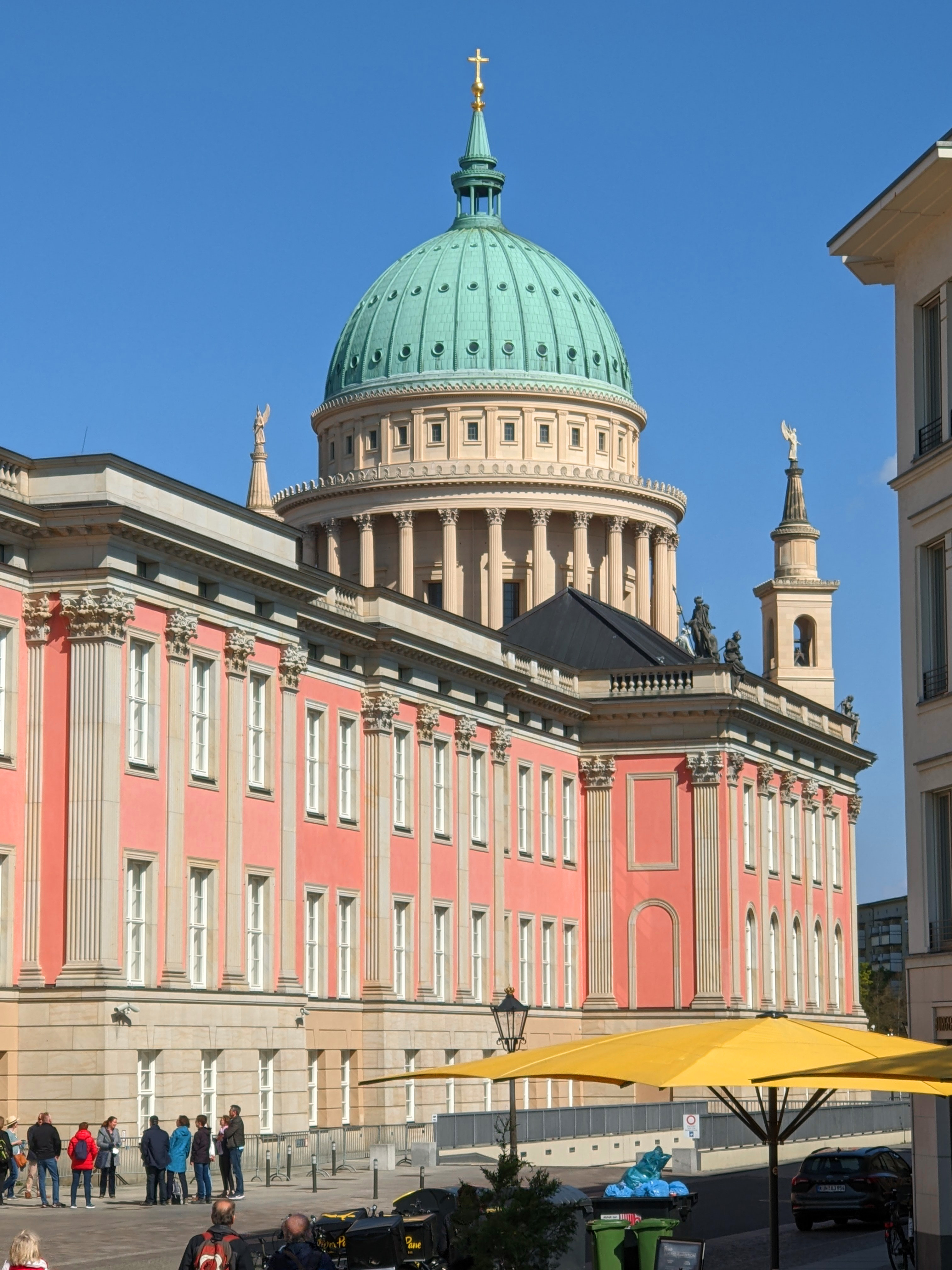
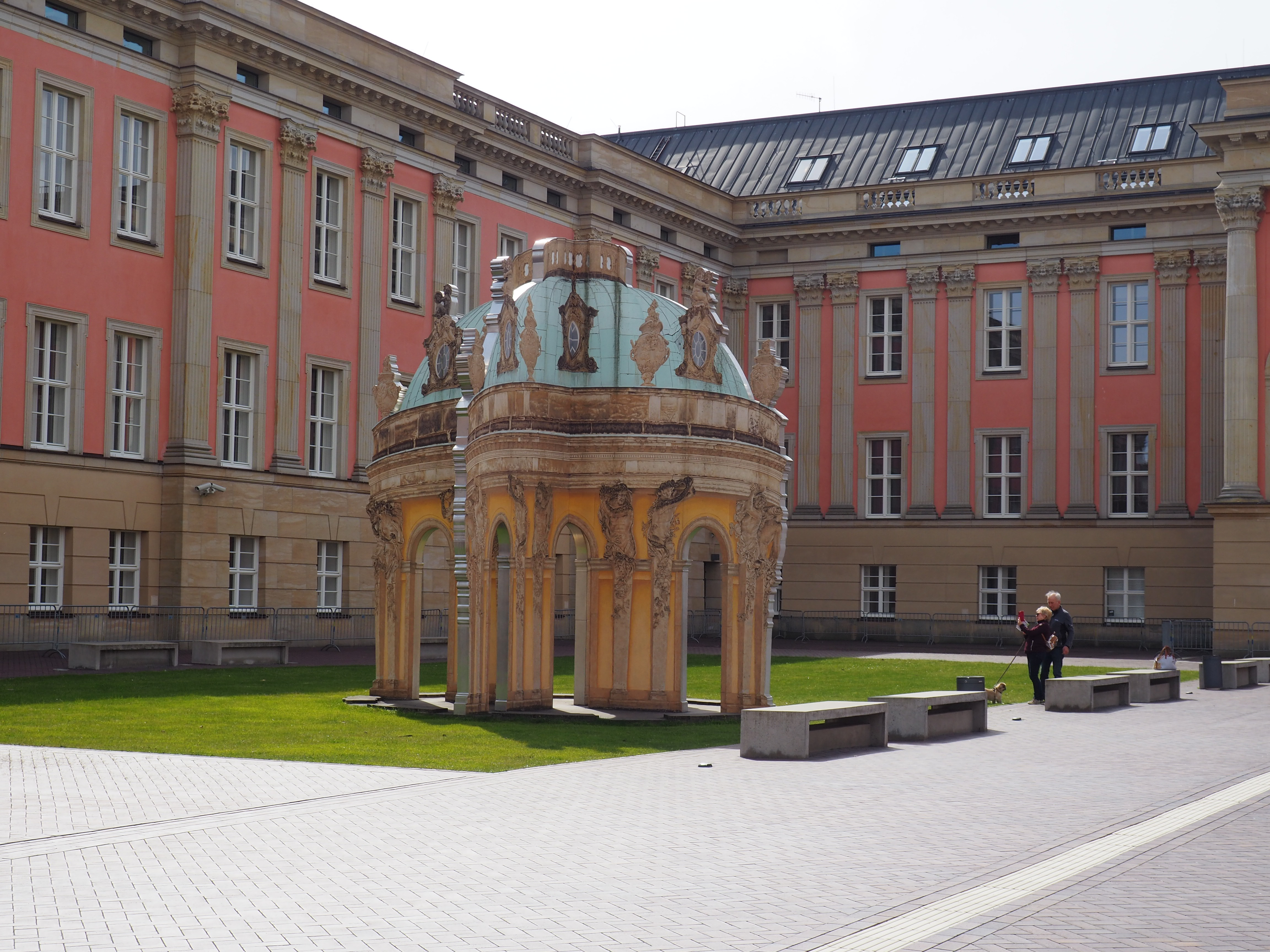
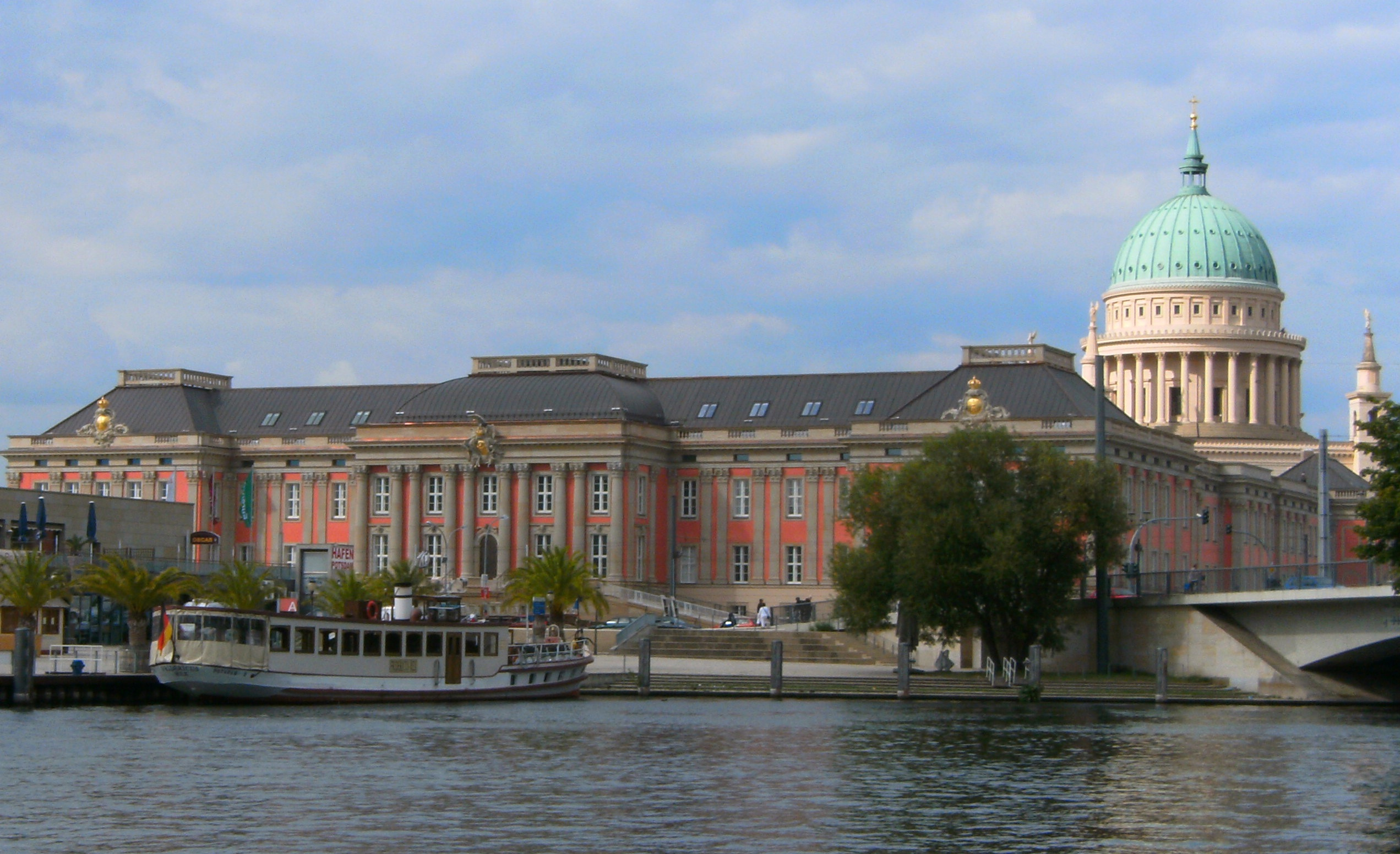
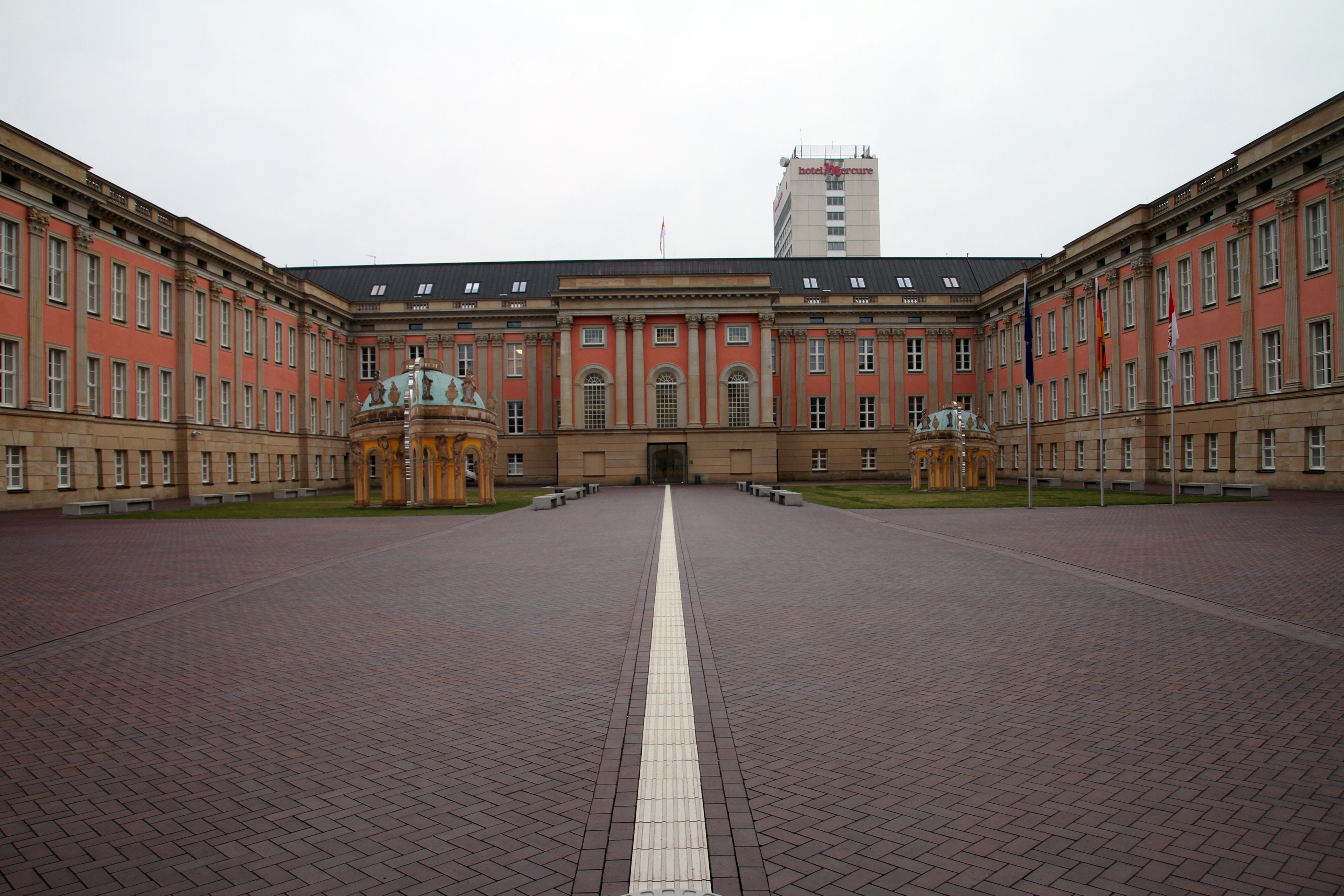
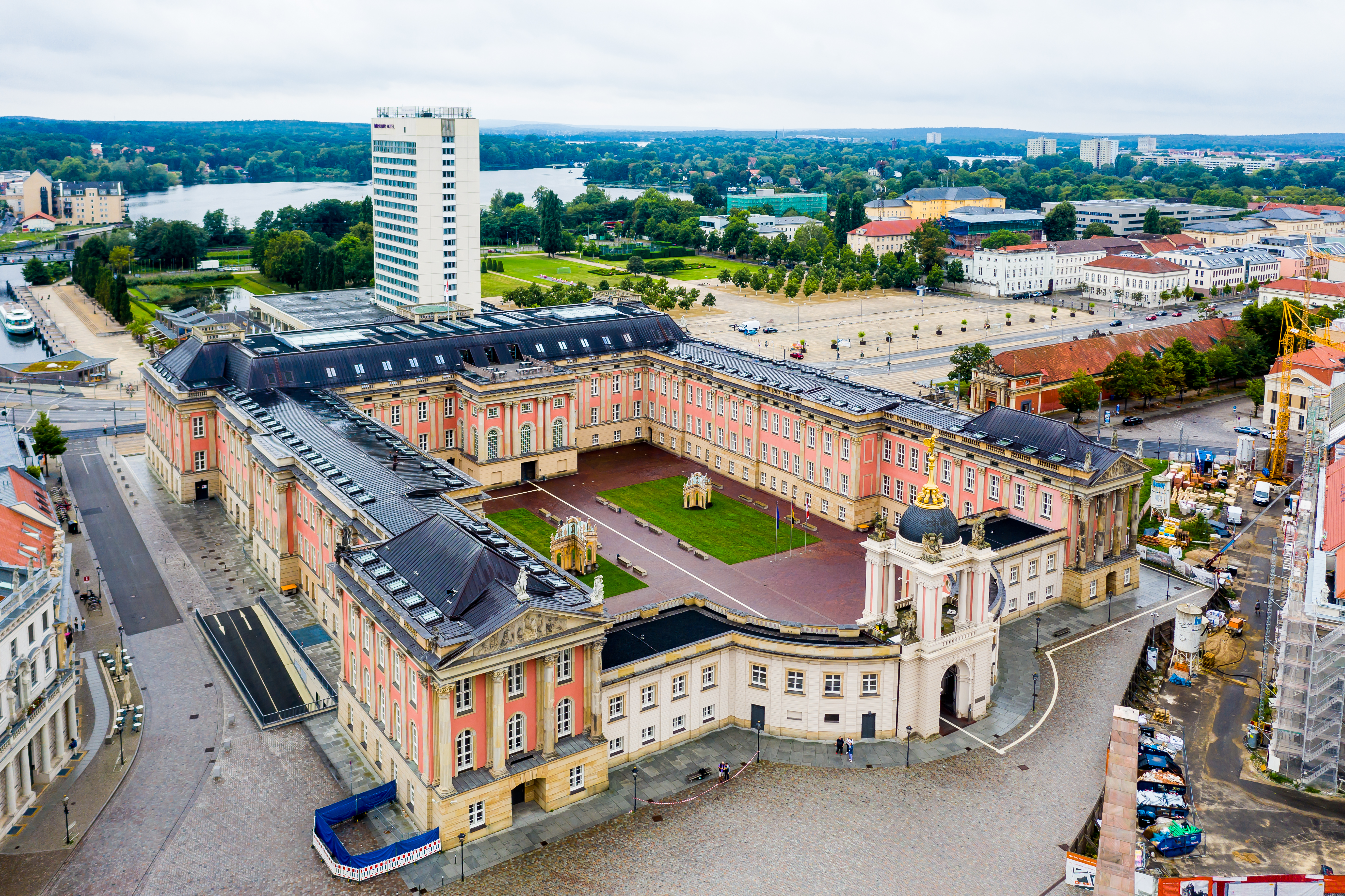
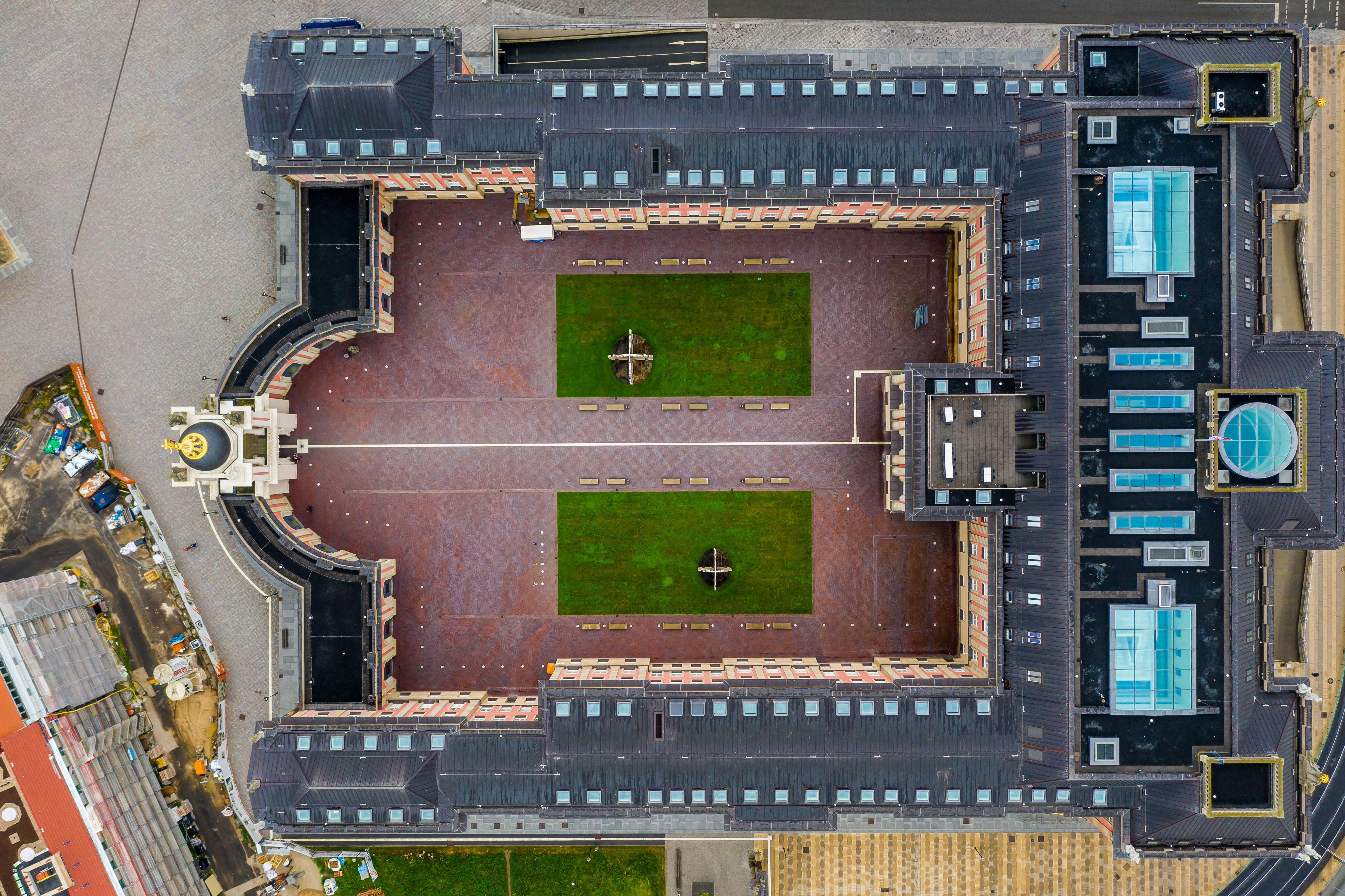

## Écuries
Le parc du château englobe aussi les écuries, occupées depuis 1981 par le musée du Film de Potsdam. Ce bâtiment, le plus ancien de la ville, était à l'origine une orangerie construite en 1685 à l'est du château de Potsdam d'après les plans de Johann Arnold Nering. Lorsqu'en 1714 le Roi-sergent voulut faire de la moitié ouest des jardins un camp de manœuvre, l'orangerie fut convertie en écuries royales. L'architecture actuelle du bâtiment a été conçue en 1746 par l'architecte Georg Wenzeslaus von Knobelsdorff, qui l'a agrandi et décoré avec les figures équestres du sculpteur Friedrich Christian Glume. En 1922, les écuries, désormais inutiles, abritèrent un musée militaire.

Images des écuries du château.
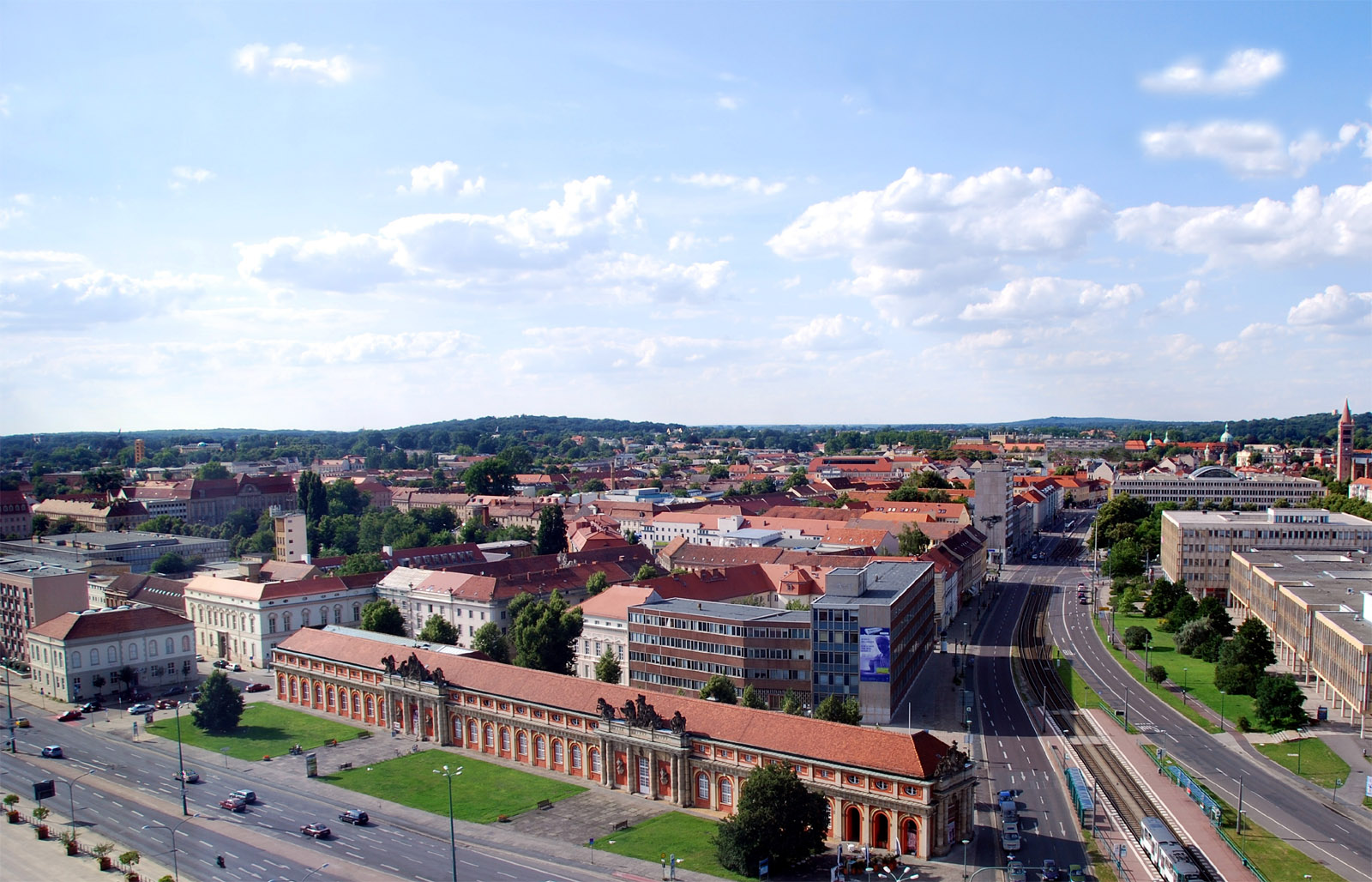
Vue cavalière des écuries, qui jusqu'en 1945 étaient reliées au château (bas à droite) par la Ringerkolonnade.
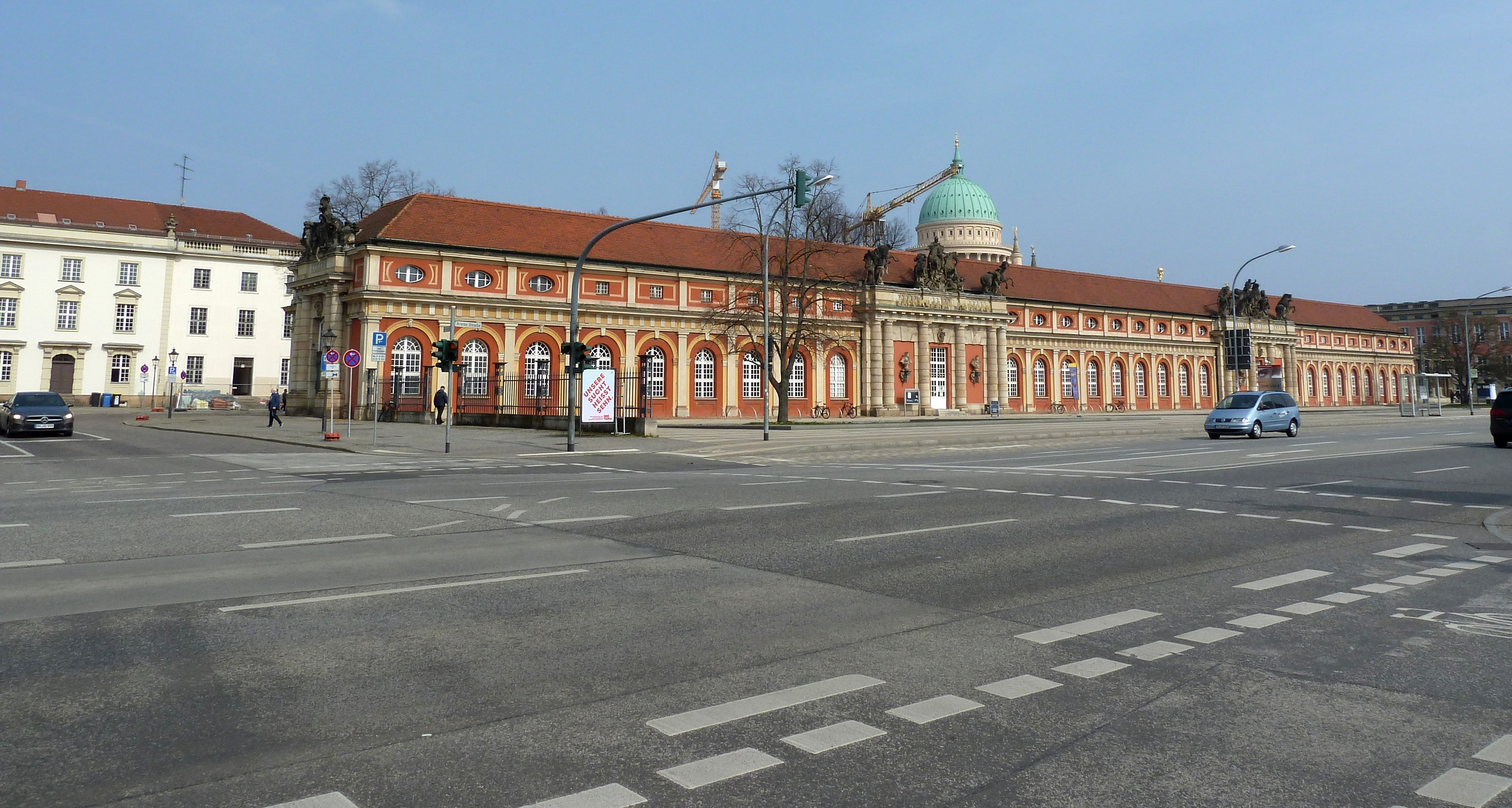
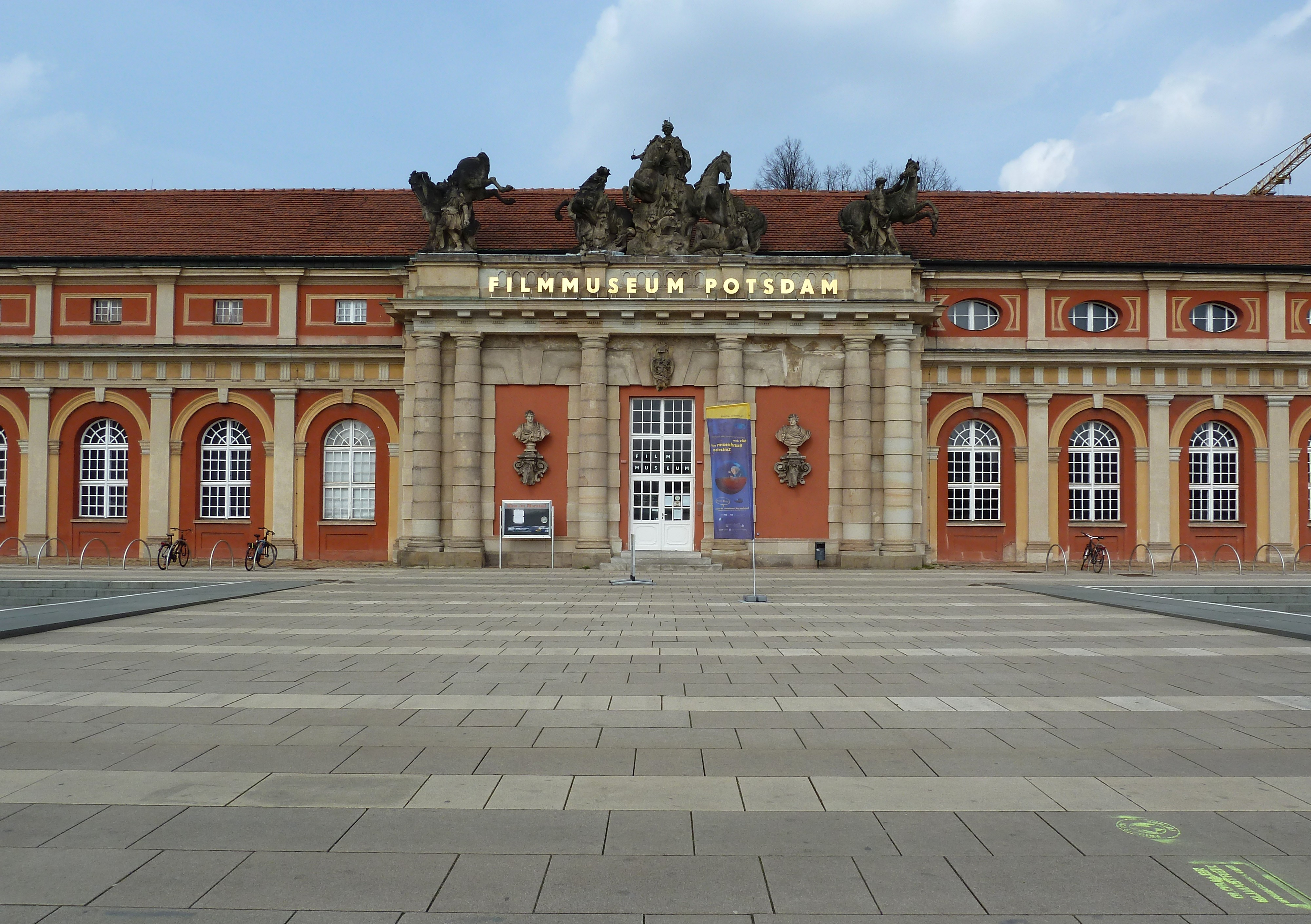
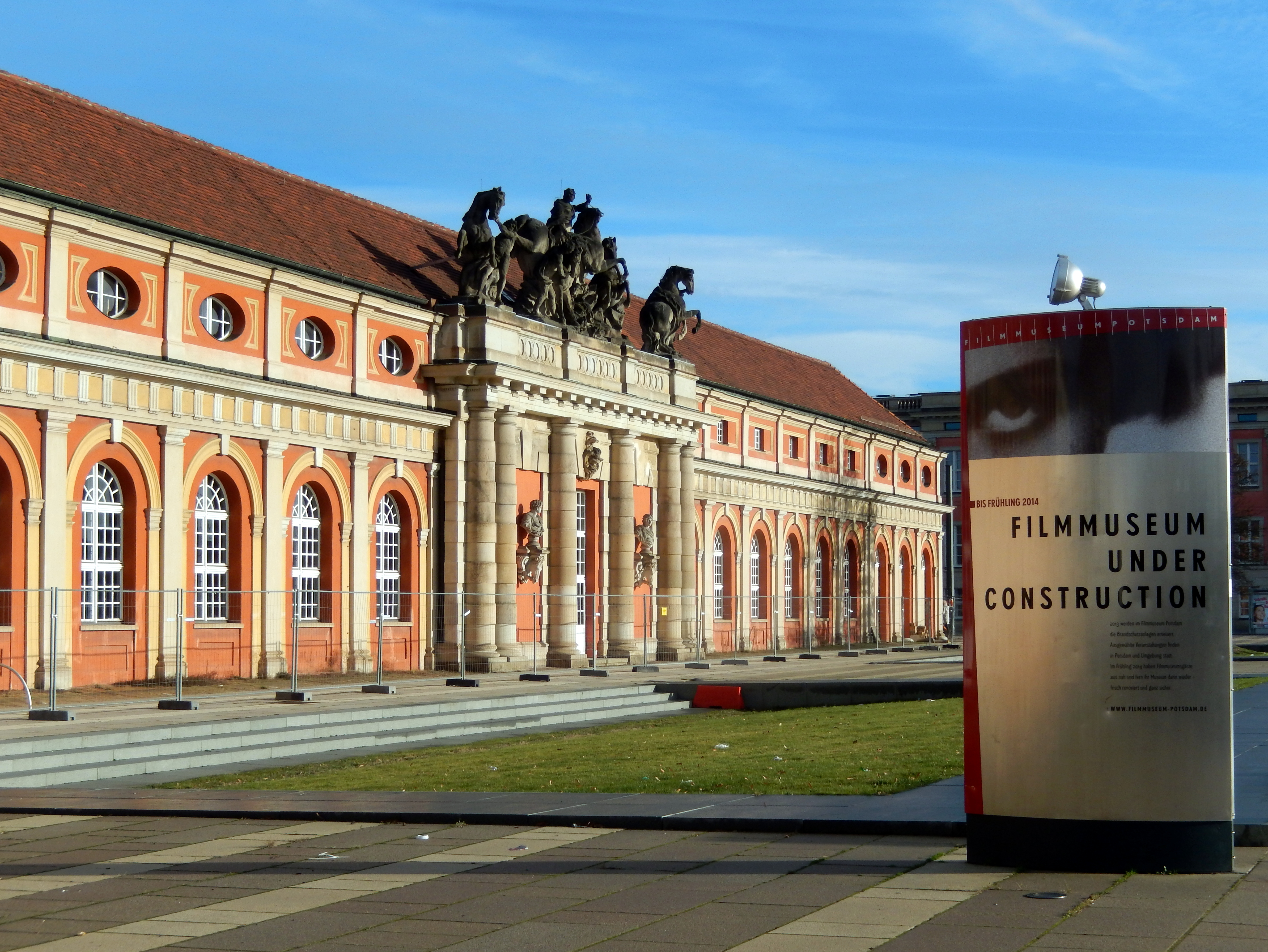
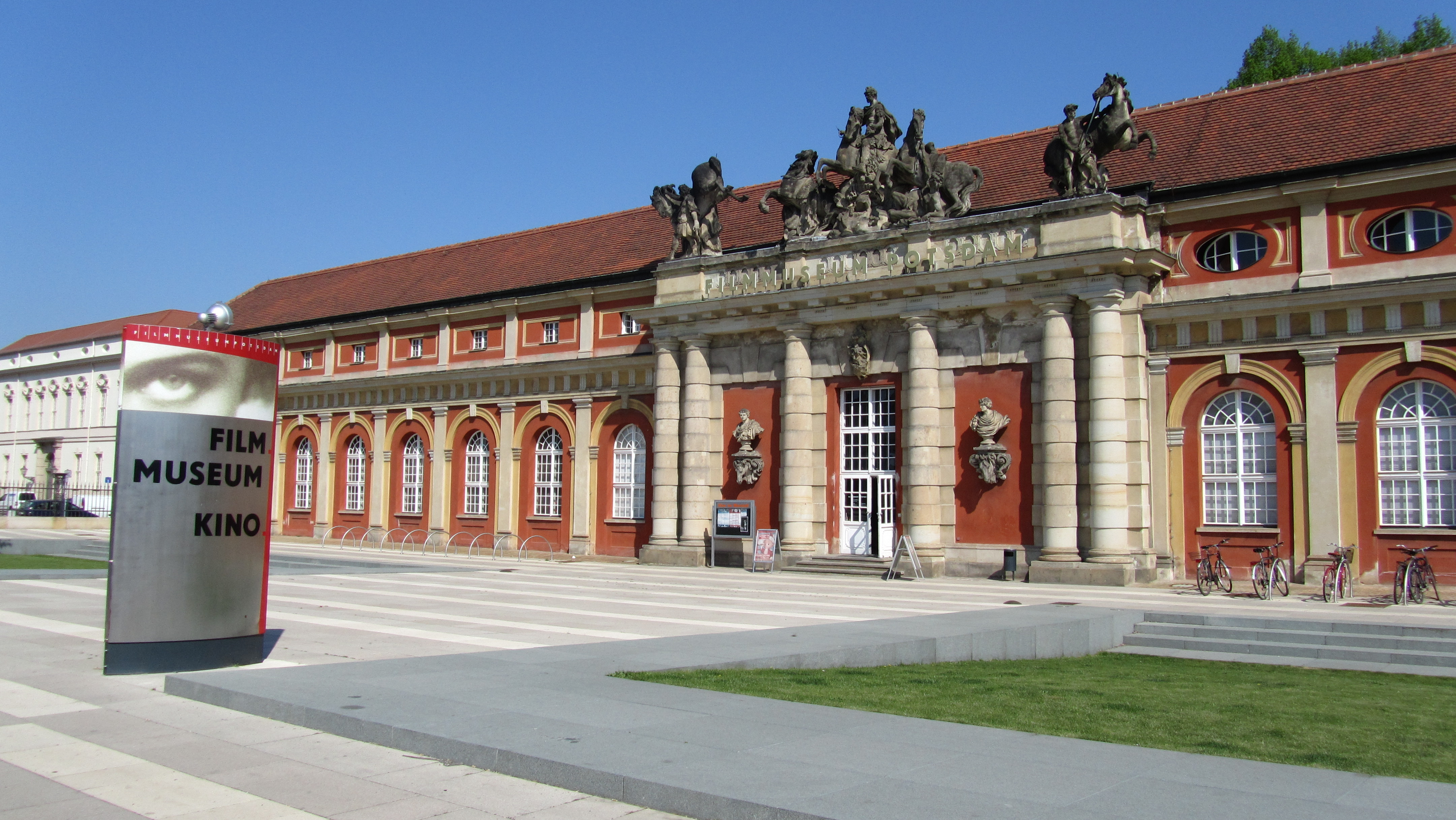

## Colonnade

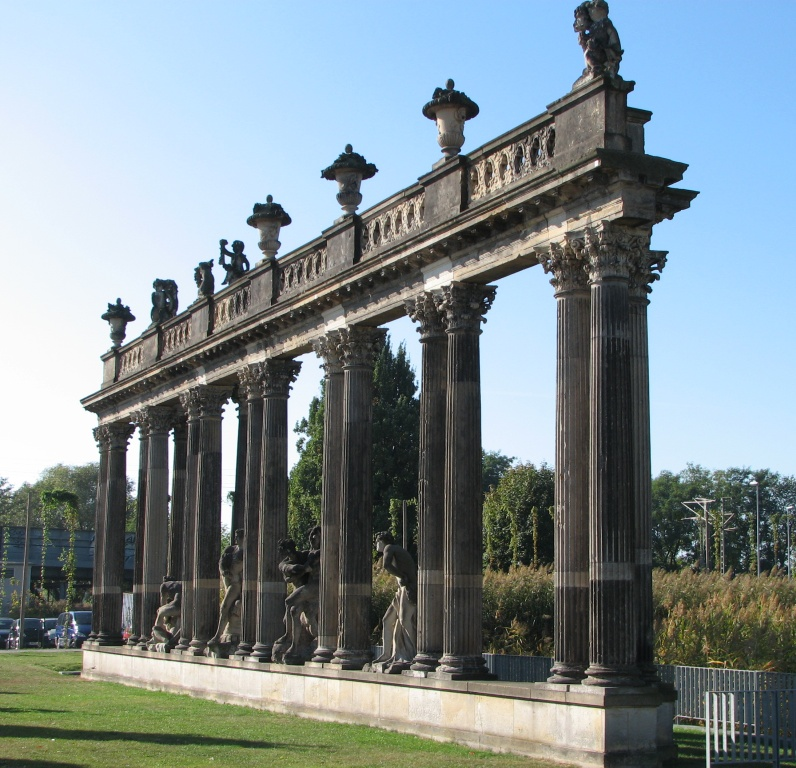
Vestiges de la Colonnade qui reliait à l'origine les écuries au château.

Les écuries étaient reliées à l'origine au château par la Ringerkolonnade : cette colonnade Renaissance construite en 1746 d'après les plans de Georg Wenzeslaus von Knobelsdorff comportait autrefois 14 paires de colonnes. Elle délimitait la piste traversant les Lustgarten tout en étant franchissable par les piétons. Elle doit son nom aux huit groupes sculptés exécutés par le célèbre sculpteur de Potsdam, représentant des lutteurs et des bretteurs sur la frise entre deux colonnes consécutives. Lors du bombardement britannique de Potsdam, le 14 avril 1945, la Ringerkolonnade a été soufflée sur près de la moitié de sa longueur. Au terme du déblaiement des ruines du château, les colonnes encore intactes furent déplacées à quelques centaines de mètres, entre l'hôtel Mercure et le bassin de Neptune, le long du Neuer Lustgarten. Ces vestiges, qui ont fait l'objet de multiples travaux de confortement depuis leur transfert, consistent en six paires de colonnes et quatre groupes de lutteurs ou de bretteurs. La restauration et le rétablissement de cette colonnade à son emplacement d'origine, au terme de la reconstruction du château, est toujours controversée. Il est toutefois certain que la rocade urbaine, qui sépare le nouveau Parlement des Écuries, rend impossible la reconstitution de la colonnade sur toute sa longueur d'origine.

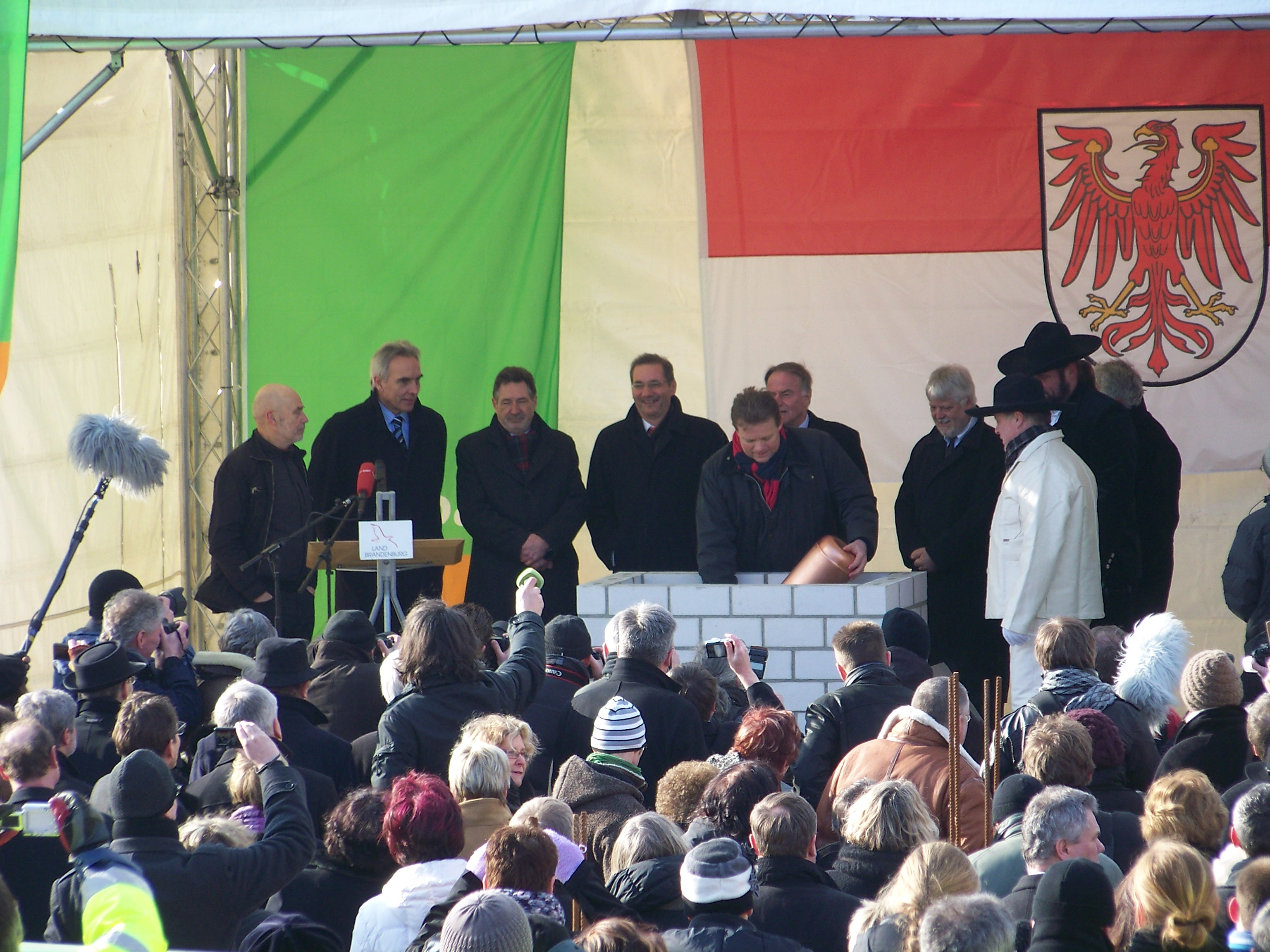
Scellement d'une capsule temporelle lors de la pose de la première pierre du Potsdamer Stadtschloss.

## DVD
- Aviv Pictures: Das Potsdamer Stadtschloss. documentaire réalisé par les Dr Joachim Castan et Margarete Kreuzer. Producteur : Michel Morales, coproduction RBB et Aviv Pictures, Berlin-Munich, 2010

## Voir également
- (de) Approbation du Landtag de Brandebourg pour la reconstruction du palais de l’assemblée de Berlin-Brandebourg à Potsdam, au lieu -dit 'Alter Markt' (PDF; 7 kB), site parldok.brandenburg.de
- Étude de faisabilité de la reconstruction du palais du Landtag, site mdf.brandenburg.de
- Association du Potsdamer Stadtschloss
- VIsite virtuelle du centre Historique de Potsdam (avec ou sans le Stadtschloss), site vynamix.de
- Reconstitution virtuelle, site sybille-herkner.com
- Documentaire, site avivpictures.com
- potsdamermitte.de, site web de Sanierungsträger Potsdam GmbH
- Plan d'aménagement de „Potsdamer Mitte“, décembre 2009, site potsdamermitte.de